# 新世纪福音战士
《新世纪福音战士》（通称EVA或NGE，中国大陆早期引进时译为《新世纪天鹰战士》）是一部由庵野秀明执导，GAINAX和龙之子制作公司制作的日本电视动画，于1995年10月至1996年3月在东京电视台首播。
《新世纪福音战士》是一部有着机甲风格的后世界末日动画。故事背景设置在未来、一场世界性的大灾难发生十五年后的东京。故事围绕着主人公——一名十几岁的男孩碇真嗣，突然被神秘组织NERV招募去驾驶一种巨大的生物兵器——EVA，与被称为使徒的可怕不明敌人进行战斗而展开。故事最初着重表现战斗场景和人物之间的对话，随着故事情节的发展，逐渐转为对人物内心世界的剖析。
《EVA》整个系列突出呈现宗教象征和主题，包括卡巴拉、基督教、犹太教以及神道教意象，被誉为20世纪90年代最成功和最负盛名的日本动画之一。动画业界和许多动漫欣赏者也将其视为日本最伟大的动画之一。《EVA》同样也是最受争议的电视动画之一，尤其是该剧最后两集的结局被许多观众和评论家认为混乱和难以理解。其同时混搭批判和机甲风格的解构，使得系列成为一种文化象征，并带来动漫产业的艺术和技术的复兴。动画中的人物、音乐和部分场景已被日本民众所广泛认可，剧中音乐由鷺巢詩郎制作，配乐专辑一经推出就登顶公信榜排行榜；动画主题曲在其发布后的十几年间有着持续的影响力。
1997年，应爱好者对电视动画结局的不满，制作方制作两部续集电影《新世紀福音戰士劇場版》。2007年至2021年，一系列名为《福音戰士新劇場版》的四部电影上映。系列的电影、漫画、家庭视频游戏等产品在日本和其他地区市场均取得较高的销售记录，截至2007年相关产品的销售总额超过1500亿日圓。

## 故事情节

### 背景
本剧设定在2000年9月13日，南極大陸上发生大爆炸，造成南极的冰川融化、地軸扭曲，随之而来的海平面上升、全球气候异常，加上后来引发的战争等因素，導致世界人口减半。随着接连不断的大规模战争结束，各国军队编入“国联”军队。此次侵袭人类的大灾难被称为第二次冲击，“国联”发表的大灾难原因是「大質量的陨石撞击南极」。实际上却是为了在其他使徒觉醒之前将第一使徒亞當还原成卵的结果，而秘密组织SEELE凭借其巨大影响力隐瞒了事实真相。SEELE經由《死海文书》获悉了相关訊息，事先采取了一系列措施。使徒拥有强大的A.T.力场（绝对领域），一般的武器无法消灭它，为阻止使徒毁灭人类而设立Gehirn开发泛用人型决战兵器——人造人Evangelion（简称：EVA），并且建立起要塞都市——第3新东京市，也是Gehirn总部所在地。Gehirn之后改组为NERV，全力推行人类补完计划。

### 剧情
剧中的2015年，在被称为“第二次冲击”的全球大灾难过去十五年后，14岁的碇真嗣应其关系疏远的父亲碇源堂的要求来到了未来都市第3新东京市。其父正是特殊準军事组织NERV的司令。在抵达这个城市后，真嗣目击了作战部队对不明物体「使徒」的作战。死海古卷曾预言过使徒这种巨型怪物的觉醒，而NERV的巨型人形生物兵器EVA是唯一能阻止使徒毁灭人类的武器。为了驾驶这种人形兵器，驾驶员必须在EVA内部与其进行神经系统的同步。NERV成员葛城美里护送真嗣进入NERV复杂的地下都市，在那里真嗣的父亲迫使他驾驶EVA初号机对阵使徒。没有受过训练的真嗣在战斗中很快就被打倒，进而使得初号机失控，并自行野蛮地消灭了使徒。经过住院治疗后，真嗣搬到美里住处并开始在第三新东京市的定居生活。在第二次战斗中真嗣在情绪激动下不顾命令摧毁了一个使徒，但之后被指责而产生负面情绪，并试图逃跑。最终真嗣面对美里并决定继续担任驾驶员。与此同时，此前在实验中受损的EVA零号机已被修复，而真嗣试图与其驾驶员——神秘而冷漠的14岁女孩绫波零交流。美里制定的一项名叫“屋岛作战”的作战计划成功的击败了另一个使徒，但驾驶EVA零号机的绫波在战斗中受伤，而真嗣也险些丧命。
NERV的首席科学家赤木律子告知真嗣，被称为第二次冲击的那场全球大灾难并不是像正式报告中提到的那样由流星撞击南极洲造成的，而是第一个出现在地球上的名叫亚当的使徒在南极引发的爆炸。在打倒海上出现的使徒后，EVA二号机的驾驶员——一个同样14岁的女孩惣流·明日香·蘭格雷，也搬来同美里和真嗣住在一起。之后真嗣同明日香一起联手击败了一个会分身的使徒。真嗣班上一个名叫鈴原冬二的男孩被选作EVA三号机的驾驶员，但在他第一次进行同步测试时，三号机突然被使徒控制。在真嗣拒绝同被认定为使徒的三号机战斗后，他驾驶的初号机被切断操控，并由独立的模拟插入栓系统所取代，因而初号机野蛮地撕开了三号机并压碎了载有冬二的插入栓。真嗣在这次与被迫对冬二驾驶的三号机进行的作战中心受重伤，并暂时退出驾驶EVA，但为了消灭之后新出现的已经接连打倒明日香和丽的使徒而被迫回归。在接下来的战斗中，明日香因为被使徒进行了心理攻击，失去了自信心陷入了精神崩溃。丽为了救真嗣而启动零号机的自毁系统与使徒同归于尽。当美里和真嗣之后前往医院时，在那里发现还活着的丽，但其自称是“第三个丽”。美里迫使律子透露NERV的黑暗另一面，EVA墓地以及模拟插入栓系统是使用丽的克隆人来运行的。
明日香因意志消沉，精神徹底崩潰而昏迷，來自Seele的少年渚薰取代她成為貳號機的駕駛員。真嗣最初同薰成为好友，但之后发现他其实是最后的使徒。薰與真嗣戰鬥，并在见到封印在地底深处的莉莉斯之後發覺自己遭到人類欺騙，並且意識到如果人类要茁壮成长，他自己就必须死。他要求真嗣杀了他。而真嗣在犹豫过后最终杀死了薰。这一行为引发了人类的强制进化，被称为“人类补完计划”，所有人类的灵魂都将被合并成一个。在最后一集中，真嗣的灵魂在精神上扭转了他自身存在的理由，并达到一种顿悟，使他能够摧毁整部片中折磨着他的由消极态度和情感所组成的墙。在结尾，真嗣笑着感谢大家，而其他人也都为他鼓掌。

## 人物
|            | 新世纪福音战士如此成功很奇怪——所有角色都病得很厉害！ |
| ——庵野秀明 |                                                      |

庵野试图以创作新世纪福音战士系列的角色反映他自己个性的不同部分。《EVA》中的人物與他人之间的关系、他们每个人自身的问题，以及他们從过去所遭受的创伤中挣扎。剧中人物深刻的人文素质已经使部分观众从个人层面上认同角色，而其他人则将其解释为历史、宗教或哲学符号。
碇真嗣是福音战士系列的主角，也是EVA初号机的指定驾驶员。在孩提时目睹了母亲死亡之后，真嗣被其父碇源堂抛弃，導致真嗣的心靈較為脆弱，处处表现出害怕被拒绝。例如整部剧中他都重复着：“绝对不能逃！”，但在应对创伤性事件时卻习惯性地退缩。庵野形容真嗣为，一个“逃避与人接触”，并“说服自己，是一个完全没有必要的人”的男孩。惣流·明日香·蘭格雷和綾波零是剧中的两位女主角，她们都带有各自的缺点，並与他人存在沟通缺陷。明日香是EVA二号机的驾驶员，拥有火爆脾气与过剩的自尊和自信心。明日香在还是个孩子时，发现了她母亲上吊后不久的遗体，导致她始终压抑自己的情绪，并发誓永不哭泣。至於性格孤僻、帶有神秘色彩的绫波零是EVA零号机的驾驶员，是真嗣的母亲碇唯的克隆人。她因為「自己是個可替代的消耗品」这種消极的自我價值定位而感到困扰。葛城美里担任真嗣和明日香的监护人兼指挥官。她在NERV执勤时的职业风范与在家时无忧无虑不负责任的行为，有着鲜明的对比。角色设计师贞本义行设定她为大龄的“邻家女孩”同时也是一个未能认真对待生活的杂乱的失败者。美里有着戀父情結，并在对她父亲的爱与恨冲突中不断受折磨，这表现在她决定在NERV工作的动力以及企图“在加持的怀抱中‘寻求父愛’”。庵野描述真嗣与美里是“害怕被伤害”的人、“不符合——因為缺乏积极的态度——人们認同的冒险英雄形象”。
正是在真嗣的父亲，也是NERV司令官碇源堂的命令下，十多岁的EVA驾驶员们投入了战斗。碇源堂抛弃了真嗣，只将他当做是EVA的驾驶员。源堂将亡妻的灵魂和身体的遗骸打造成绫波零，却仅仅将其看成是他所掌握的击败使徒的工具。碇源堂被描绘成為了取胜而冷酷无情，是个“为了达到自己的目的，千方百计、不择手段且采取激烈和极端措施”的人。据貞本義行所述，源堂和副司令冬月耕造的原型來自电视剧《UFO》中的愛德華·史崔克和亞力克·佛瑞曼。贞本的设计，使得讀者可以從人物外观就对該人物的个性“或多或少地理解，甚至一目了然”。而独特的女主角人物设计的审美情趣則促成了《EVA》周边商品的高销量。當中绫波零的设计尤其具人气，甚至單因绫波零出現在书刊封面而為書刊带来的高销量而被媒体称作“Premium Girl”。

### 演员表
| 角色                    | 配音員     | 配音員 | 配音員 | 配音員 | 配音員   | 配音員   | 配音員   | 配音員   | 配音員 | 配音員   | 配音員   | 配音員   | 配音員          |
| 角色                    | 日文       | 中文   | 中文   | 中文   | 中文     | 中文     | 中文     | 中文     | 中文   | 中文     | 中文     | 中文     | 英文            |
| 角色                    | 日文       | 香港   | 香港   | 香港   | 香港     | 香港     | 香港     | 香港     | 台灣   | 台灣     | 台灣     | 中國大陸 | 英文            |
| 角色                    | 日文       | TV版   | TV版   | TV版   | 新劇場版 | 新劇場版 | 新劇場版 | 新劇場版 | TV版   | 舊劇場版 | 新劇場版 | 辽艺     | 英文            |
| 角色                    | 日文       | 有线   | ATV    | DVD    | 序       | 破       | Q        | 終       | TV版   | 舊劇場版 | 新劇場版 | 辽艺     | 英文            |
| ----------------------- | ---------- | ------ | ------ | ------ | -------- | -------- | -------- | -------- | ------ | -------- | -------- | -------- | --------------- |
| 碇真嗣 （）             | 緒方惠美   | 羅偉傑 | 陈廷轩 |        | 羅偉傑   | 郭俊廷   | 郭俊廷   | 張振熙   | 朱忆华 | 朱忆华   | 蔣鐵城   | 刘艺     | 斯派克·斯宾塞   |
| 綾波零 （）             | 林原惠     | 周文瑛 | 曾秀清 |        | 周文瑛   | 周文瑛   | 周文瑛   | 何凱怡   | 冯美丽 | 馬君珮   | 連思宇   | 刘海霞   | 阿曼达·韦恩-李  |
| 惣流·明日香·蘭格雷 （） | 宮村優子   | 曾秀清 | 周文瑛 |        |          | 王夢華   | 王夢華   | 顧詠雪   | 許雲雲 | 劉凱寧   | 李昀晴   | 徐琳     | 蒂凡尼·格兰特   |
| 葛城美里 （）           | 三石琴乃   | 黄玉娟 | 黄玉娟 |        | 王夢華   | 張雪儀   | 張雪儀   |          | 陶敏嫻 | 郭馨雅   | 錢欣郁   | 郝琳杰   | 阿利森·基思     |
| 渚薰 （）               | 石田彰     | 曾秉輝 | 陈志强 |        |          | 蔡忠衛   | 蔡忠衛   | 杜景煜   |        |          | 賈文安   | 佟春光   | 凯尔·斯特迪文特 |
| 赤木律子 （）           | 山口由里子 | 谭淑娴 | 姜丽仪 |        |          | 曾月娥   | 曾月娥   |          | 冯美丽 |          | 楊凱凱   | 刘莉     | 苏·乌鲁         |
| 碇源堂 （）             | 立木文彦   | 黃志成 | 黄志明 | 利耀堂 | 黄志明   | 黄志明   | 黄志明   | 李家傑   | 陈进益 |          | 夏治世   | 张文渔   | 崔斯坦·麦克阿维 |
| 冬月耕造 （）           | 清川元夢   | 譚漢華 | 曾秉辉 |        |          | 譚漢華   | 譚漢華   |          | 陈幼文 | 周學禮   | 康殿宏   | 方树桥   | 吉尔·伦德       |
| 加持良治 （）           | 山寺宏一   | 陳偉權 | 陳偉權 |        |          |          |          |          |        |          | 康殿宏   | 韩力     | 亚伦·克罗恩     |
| 伊吹摩耶 （）           | 長澤美樹   | 周文瑛 | 譚淑英 | 陳琴雲 |          |          |          |          | 許雲雲 |          | 穆宣名   | 曹玉敏   |                 |
| 日向誠 （）             | 結城比呂   | 陳志強 | 李家輝 |        |          |          |          |          |        |          | 賈文安   | 滕奎兴   |                 |
| 青葉茂 （）             | 子安武人   |        | 黃志明 |        |          |          |          |          |        |          | 康秋樂   | 佟春光   |                 |
| 鈴原冬二 （）           | 關智一     | 曾秉輝 | 雷霆   |        |          |          |          |          |        |          | 劉傑     | 滕奎兴   |                 |
| 相田劍介 （）           | 岩永哲哉   | 雷霆   | 陳志強 |        |          |          |          |          | 陳進益 |          | 王辰驊   | 張文漁   |                 |
| 洞木光 （）             | 岩男潤子   | 龍德瓊 | 譚淑嫻 |        |          |          |          |          |        |          | 林美秀   | 賈麗娜   |                 |

## 制作
| 企划、原作 | GAINAX                                            |
| 企划       | Project Eva.                                      |
| 掲載       | 角川書店、月刊少年Ace                             |
| 导演       | 庵野秀明                                          |
| 人物設定   | 貞本義行                                          |
| 機械設定   | 山下育人、庵野秀明                                |
| 副导演     | 摩砂雪、鶴卷和哉                                  |
| 美術監督   | 加藤浩                                            |
| 色彩設定   | 高星晴美                                          |
| 摄影監督   | 黑田洋一                                          |
| 編集       | 三木幸子                                          |
| 音響監督   | 田中英行                                          |
| 音響制作   | AUDIO 田中                                        |
| 効果       | 野口透（Anime sound）                             |
| 音乐       | 鷺巢詩郎                                          |
| 音乐協力   | TV TOKYO Music                                    |
| 宣传       | 穴見礼（东京电视台） 佐藤裕紀（GAINAX）           |
| 动画制作   | 龙之子、GAINAX                                    |
| 动画制作人 | 植田もとき・内山秀二（龙之子） 山賀博之（GAINAX） |
| 出品人     | 小林教子（东京电视台） 杉山丰（NAS）              |
| 出品       | 東京電視台、NAS                                   |

|            | 《新世纪福音战士》是我的生命，我将我所知道的一切都融入到这项工作中。那是我的一生。我的生活本身。 |
| ——庵野秀明 |                                                                                                  |

### 企划
在《蓝宝石之谜》完成，以及1992年由于《王立宇宙军》续集计划《苍之乌尔》的失败之后，庵野秀明陷入了深深的忧郁中。庵野在訪談中稱，呆鈍停滯、沒有靈魂的節目看著令人難受，但他看了自己導的《蓝宝石之谜》後也覺得難過，並稱該作實在「太幼稚了」。1993年起，庵野秀明开始围绕着“不再逃避”这一想法进行新系列的开展设想，这一主题是他之前未能进入制作的《苍之乌尔》的基本主题，也呼应了庵野在完成《蓝宝石之谜》后的四年间消沉生活。而《蓝宝石之谜》中女主人公娜蒂亚与尚之间一开始对彼此都有着模棱两可的感觉，这种感觉也被用到了明日香与真嗣之间的关系处理上。庵野秀明也发表了类似的评论：机器人动画已经落伍了，以往的机器人动画总是使用同一种模式，我想打破这一模式。在《EVA》项目的早期设计阶段，进行了多种制作格式的审议，其中包括电影、电视连续剧和原创动画录影带（OVA）系列等。制片方最终选择了电视连续剧，因为它是当时日本最普遍的制作媒体。早期拟定的标题《Alcion（アルシオン）》因在发音上缺少硬辅音而被废弃，虽然中途曾被否定过一次，但是在贞本义行的建议下最终还是使用带有辅音的“Evangelion”作为标题。在制作阶段早期，庵野曾表示打算通过吸引媒体的兴趣来让《EVA》增加“御宅族”（动漫爱好者）的数量。每集開頭都會出現以純黑為背景、經過拉伸和壓縮的白色明體字呈現標題，該字體為Fontworks出品的「Matisse-EB」。製作期間，GAINAX獨立開發一種兼容PostScript的影像排版機，及能連接Mac的桌上出版系統，然而庵野秀明對系統中所附帶的標準字體並不滿意。在Fontworks帶著產品目錄自薦下，「Matisse-EB」最終獲得庵野的青睞被選為《EVA》的主要視覺呈現字體，他將其評價為：「除了有著強烈的視覺衝擊力，字體本身自帶感情，能夠表達出很多東西」。
该系列以Project Eva.企划，由GAINAX制作，東京電視台和NAS两公司出品，并由角川書店和SEGA Enterprises赞助播出。制作人大月俊倫未表记，据其称Project Eva.只有他和庵野秀明二人。作画方面，GAINAX选择与龍之子共同制作，个别集数外包给Production I.G或吉卜力工作室。庵野秀明担任导演和编剧，指导各方面的设定设计，并与山下育人共同负责机械设计。贞本义行负责角色设计，鶴卷和哉和摩砂雪担任副导演，而制片人则分别由東京電視台的小林教子和日本AD SYSTEMS的杉山丰担任。在该系列播出两年之前，GAINAX曾制作一份企划書。企划书中的剧情大纲与播出的最终版本之间存在巨大差异，比如被使徒的数量设定为28，又比如在剧情最后，最强的第12使徒来自月球以及“国联”随后决定放弃“人类补完计划”，以NERV的毁灭迎来最终明朗的结局。
《EVA》借用部分场景和使用回想作为叙事手段，就如庵野秀明之前所参与制作的《飞跃巅峰》一样。他结合了《蓝宝石之谜》的叙事结构和多个参考框架让故事可以被开放解释。《EVA》故事情节的元素在剧本创作的过程中，从最初的概念不断演变而来。最初曾有提议主人公为女性，但最终这个想法被废弃了。在奥姆真理教于当年3月对东京地铁发动了沙林毒气攻击后，主创人员对剧情进行了进一步的修改。据亲自采访过庵野导演的日本文化评论家東浩紀说，原本的《EVA》故事和教派哲学显示了对滥杀滥伤暴力的关注度缺失。虽然庵野导演在故事中后期试图采取措施以解决暴力桥段带来的影响，但东浩纪仍旧批评《EVA》在暗中诋毁观众中渴望被关注的那一类人群。与此同时，他也注意到奥姆真理教教派和御宅族文化都是社会排斥和孤立的后果，对此他表示《EVA》是对奥姆真理教的内在批判。
|            | 在新世纪福音战士中，我试图将一个四年间破碎又无能为力的我，全部都放进去。逃避了四年，仅仅是没死而已的我，仅仅因为一个念头“不能逃避！”而开始制作这部作品。我的意图是在电影中留下深刻印象。 |
| ——庵野秀明 | |

《EVA》在宗教、生物学、哲学以及心理学等方面做了许多的文化参照。故事的最终版本反映出其灵感来自许多其他的动画和小说作品。其中最主要的是来自《宇宙战舰大和号》、《机动战士GUNDAM》、《恶魔人》、《传说巨神伊迪安》、押井守的《福星小子2 綺麗夢中人》以及永井豪的《魔神Z》等，并继承了GAINAX工作室前期作品《蓝宝石之谜》的内容和主题。据贞本义行和鹤卷和哉所言，庵野秀明原本意图将《EVA》作为《蓝宝石之谜》某种意义上的一部续集。本作中几乎所有人物的名字都是庵野秀明导演取的，可以反映出导演的喜好与想法。其中碇真嗣的两位同学（铃原冬二和相田剑介）的名字取自于村上龍的小说，其他人物的名字或姓氏也都来自漫画或日本帝国海军舰只的名称。本剧还充满了对哈兰·艾里森的小说《在世界中心呼唤爱的野兽》、考德维那·史密斯、大卫·布林的科幻作品、亞瑟·查理斯·克拉克的小说《童年末日》、迈克尔·克莱顿的小说《人间大浩劫》、菲利普·K·迪克的小说《神的入侵》、罗伯特·勃朗宁的诗歌《皮帕走过》、电影《搭车人》，以及多部电视系列剧包括《密諜》、《雷鸟神机队》、《UFO》、《初代奥特曼》、《奥特赛文》和《杰克奥特曼》等的致敬。

### 制作
1994年9月，第一集、第二集开始作画，这两集的初次剪辑版在1995年7月22、23日的“Gainax festival”上放映。此时距离在电视台的正式播映仅有三个月的时间，但是也受到会场200余观众的欢迎。庵野导演也对此表示满意：前两集忠实地反映了我的心情，当我意识到这点时，我觉得这真是太好了。在正式播出前，只完成了前12集的动画。从第13集开始，最初的剧本被废弃了，剧情开始明显地偏离原有的故事。使徒的数量从原来设定的28个锐减至17个，编剧们也开始修改故事的结局。因为东京地区会在1996年1月3日早上八点这一与平常不同的时间播出，所以制作团队有意把第十四集前半部分做成总集篇，后半部分决定对綾波零进行描写。从第16集开始，剧情发生了巨大的变化，开始聚焦于角色并抛弃了关于叙述个人角色救赎的大叙事。这种转变与导演庵野秀明的朋友借给他一本精神疾病相关的书，使得他对心理学产生了兴趣有关。当时第十六话的剧本已经完成，鶴卷和哉在制作时提出在使徒与真嗣的接触中、不要让使徒用人的语言，庵野受此启发然后把主题决定为自己与自己的对话，以讨论究竟该如何与他人交流作为结局。庵野在想不出来的时候，看了精神病相关的诗集后一下子就写出了綾波的独白。此次对内心世界描写的成功对之后的故事发展有很大的影响。这种关注上的变化在最后两集中对人物进行精神分析的场景时达到了高潮。
|            | 以前没怎么看过精神分析的书，只是在大学基础课程上有过些许接触。是课程中最有趣的了。[...] 我其实对人不是很感兴趣。但开始描写内心独白时，途中想要找一些表达的词语。研究后发现最易于使用的是心理学用语。于是找了一些心理学的书籍来看。[...] 故事从第16话开始描写人物的内心世界。[...] 想不出来的时候，有个朋友借给了我一本『别册宝岛』出的精神病专题书，其中的诗集让我十分震撼，直冲大脑，顿时思如泉涌。 |
| ——庵野秀明 | |

据导演说，最后的结局是在制作第十八、十九集的时候决定的，也正是在这个时候制作团队发现制作进度要赶不上播映速度了。他们在第十九集的制作过程中全力以赴，而第十九集也是作画张数最多的一集。在第二十集中，在真嗣的内心独白期间，显示了彩色斑点、他所认识的人的照片以及不同手绘草图。据丹尼·卡瓦拉罗说：《EVA》向前迈进了前所未有的一步，涉及赛璐璐动画和CG的融合、手绘动画和数字特效的融合。本来计划要在第二十五集再做大规模的战斗场景，但也不愿意做出不满意的东西，因此取消了。于是负责大规模战斗场景的副导演摩砂雪抽身制作本来应该是副导演鹤卷和哉负责的第二十四集，两人负责的集数对调了一下。由于时间不够等諸多因素，最后两集没有遵循原始的故事構想，儘管第二十五集的劇情都已經寫好了。庵野改写了剧本，尝试新的表现手法。在第二十五集的后期录音结束时，最终集的剧本还没有完成，而第二周就全部完成了，实际的作画作业的时间只有3天。就表达来说庵野觉得甚至连画都没有必要去画，但这个想法被拒绝了。所以最终集中，使用分镜的画来代替赛璐璐动画的部分，那是故意这么做的，并不是因为时间不够。而是因为制作者想表达：动画作为表现的媒介，只要有线画就能发挥机能了。但庵野导演声称“TV播出的最后两集最直接地反映我当时的心境，对此感到很满足，完全不后悔”。最后两集大量使用抽象动画、倒叙、简单的线条画、照片和带有画外音的固定图像场景等。这是庵野导演在业余时代的经验：常常使用简单但黑暗的图像和照片剪辑、令人不安的画外音和让人心生疑惑的音乐。在2013年的一次采访中，他也声称电视播放的第26集原本就是那种结局。
|            | 我并不讨厌。由于制作日程表出现问题，作画枚数减少、质量不理想的地方也有。[...] 当整个制作体制即将崩溃时，虽然也有「如果无法做出满意的东西，那还有什么意义」这样的意见，但是我却不这么认为。「为什么不展示整个过程，包括我们的崩溃。」 |
| ——鶴卷和哉 | |

一些评论家猜测，选择播出这些非常规的动画是由于制作方的预算不足导致，但岡田斗司夫表示，这不仅是一个进度或预算上的问题，庵野本人“直到时限已到也依然不能决定结局走向，这是他的风格”这两集在该剧的粉丝和批评者中引发了争议和谴责，其中包括对庵野本人的严厉批评。于是，庵野秀明和GAINAX工作室在1997年推出了两部动画长片：《死与新生》和《Air/真心为你》（又称《THE END OF EVANGELION》）。
据后来庵野秀明所述，原本电视版第25集打算作成剧场版第二集《Air》那样，电视版第26集最终集则为电视版集25集那样。因此有人认为《EVA》（1995到1997年间的作品）存在三重结局。

## 主题
|            | 这部剧真的很有趣，不是吗？我从来没有意识到它多有趣。 |
| ——庵野秀明 |                                                      |

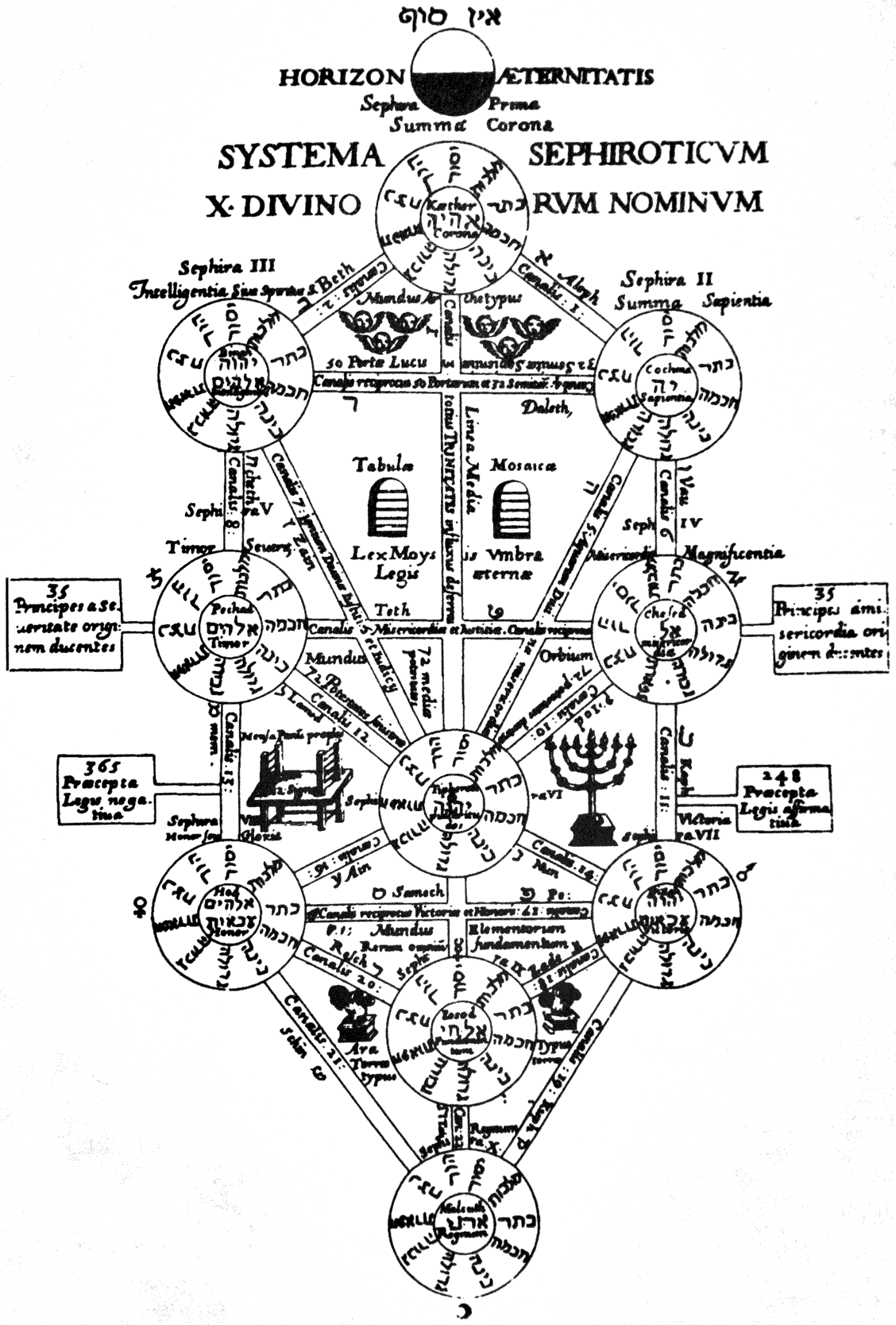
動畫OP出現的生命之樹。

在《EVA》系列中贯穿引用着来自卡巴拉、基督教、犹太教、神道教以及诺斯替教等宗教领域的概念，使观众对剧情内容形成一系列明确解释的企图变得复杂化。特别是受《米德拉什》、《光明篇》和其他《創世記》中的卡巴拉文本的影响，这些概念被重组的同时又保持了与原有神话内容的联系性，形成了一个新世纪福音战士系列特有的新的神话体系。例如作品中使徒的命名大多源于宗教聖經中登场的天使，名字和性质都有相关的情况也有。副导演鶴卷和哉说对宗教概念的形象参考，其目的只是为了使该作品看起来更加“有趣和充满异国情调”，并否认了在剧中使用基督教的形象符号存在有“基督教的含义”。然而据庵野导演所言：“当这些符号混合在一起时，第一次出现了某种相互关系或意义之类的东西”。剧情结合了密宗元素和的犹太卡巴拉神秘主义，例如使徒就与宗教传统的天使，如薩基爾、聖德芬和雷米爾有许多共同的特征。
据派崔克·卓森解释，《EVA》中还包含了大量来自神道教的经文如《古事記》和《日本書紀》的典故。故事背景也参考了神道教视角对原始宇宙的描述，而神道神话中神祇伊邪那岐与伊邪那美的长矛被用作EVA同使徒作战时使用的武器。犹太基督教传统的元素也充斥于整部动画中，其中包括亞當、莉莉斯、夏娃、朗基努斯之枪、死海古卷以及卡巴拉的生命之树等。在故事的最后，通过“人类补完计划”以达到使“所有人类的灵魂合并成一个”这一做法也类似于卡巴拉的“让世界更美好”概念。EVA的形象也被比作犹太民间传说中魔像的身影，它们的形象设计使人能联想到鬼（日本妖魔或食人魔）的传统形象。佛教术语和一些源自祆教的引用也被嵌入在整个故事中。
《EVA》被解读为庵野秀明自己的情感斗争中非常个人化的表达。庵野自己也曾承认，主要人物反映了他的性格“在有意识和无意识的部分”。在动画制作期间，庵野对精神障碍及心理学产生了极大的兴趣。依照庵野的设计，丽是一个精神分裂的角色，從庵野的潛意識中誕生，代表的也是真嗣的潜意识，而薰则是庵野的「影子」，在劇情中代表真嗣的荣格阴影和「理想的真嗣」。在母亲自杀后，明日香患上了创伤后应激障碍和弃儿综合征，而在被排除出EVA驾驶员队列后表现出了恋父情结。同样，律子也有一种恋父情结，她爱上了真嗣的父亲源堂，作为她自己的父亲形象的替代品，而碇源堂则对丽有皮格马利翁情结。真嗣有俄狄浦斯情结，其特征是喜爱和破坏间本能的冲突，时常表现出压抑的挣扎。甚至有人认为，真嗣进入EVA初号机就好比是一个弗洛伊德式的“回归子宫”的过程，他挣扎着远离EVA是他步入成年的“成人礼”。剧中有很多引用到精神分析的概念，如“口欲期”、“心力内投”、“口欲期性格”、“矛盾情绪”、“死亡本能”以及“分离性焦虑障碍”等。本剧尤其引用了西格蒙德·弗洛伊德、雅各·拉岡、亚瑟·叔本华、格奥尔格·威廉·弗里德里希·黑格尔、让-保罗·萨特、索伦·奥贝·克尔凯郭尔以及其他一些人著作中的元素。

### 典故和象征
剧中的使徒是一些理想化、抽象化和概念性的敌人，是登場主人公们的内心危機感的具象化。其形态从正八面体到电脑病毒无奇不有。对使徒的描写不论是抽象或具象方面都达到了一个很高的水準。「人类补完计划」这个词源于美國科幻作家林白樂的小说《人类补完计划》（不过二者的人类补完计划实际上大相径庭），诚然是一个科幻术语，但它的真面目正是我们现代人“欠损心灵的补全”。

### 风格
从1984年到《EVA》发行之时，受到高度赞扬的日本动画总是有一种远离“传统”动画风格的趋势。而《EVA》是彻底的日本动画，不仅包含典型御宅文化所具有的科幻设定机器人和美少女殺必死，还像GAINAX以往的作品一样进行了许多恶搞与致敬，特别是一些科幻作品的影响。庵野不想把《EVA》做成像真人电影的动画，于是尝试在有限的帧数内展现动画抽象的极致。与《阿基拉》和《攻壳机动队》中的将巨量细节压缩入一帧的手法不同的是，《EVA》经常有长时间静止的或缓慢移动的画面，有时完全静默，有时伴有画外音。威廉·劳特（William Rout）分析认为，突然静止的画面能让动画牢牢抓住观众的注意力。
《EVA》的画面简洁，但是却充满了紧张感。受日本导演岡本喜八的影响，庵野在动画中加入了节拍：单个画面的信息量有限，通过镜头的快速切换对传达给观众的信息量进行控制。据导演称，《EVA》的信息量过大，该作品能反映出每个观看该作品的人。这部作品允许甚至要求读者做出多重解读。庵野亦称：
|  | 新世纪福音战士就像一个拼图游戏。任何人都可以看到碎片并搜索自己的答案。换句话说，我们为观众提供了一个自主思考的空间，让每个人都可以创造自己的世界。我们永远不会给自己所有的答案，即使在电影中也是如此。许多新世纪福音战士的粉丝都希望我们能给他们一些“EVA EVERYTHING”参考书——但是没有这样的东西。不要指望别人给你问题的答案，不要指望一切都会在你面前设定。我们都必须找到自己的答案。 |

### 解读
|            | 主人公被设定为14岁的理由，是因为这是个“孩子以上、大人未满”的年纪。能靠自己一个人活下去，也能依赖他人而活。[...] 包含着这些理由，我认为14岁这一作为在精神上有独立可能的年龄，很适合这部作品的主题。 |
| ——庵野秀明 | |

但14岁这个设定，也与人智学创始人鲁道夫·施泰纳有关人类精神周期以7年为一个循环的观点相对应。在《EVA》中「人际交流」是一个重要的主题。据副导演鹤卷和哉介绍，自制作开始就确定为一个关于人际交流的故事，导演庵野秀明亦称，《EVA》是一群不善于交流的人们之间的故事。
从剧情的中期开始，「人心」成为主题，通过主角们的意识流对人际交流进行思考。例如，在第十四集中，綾波零诗意般的长独白，各种断片的语言和影像。在真嗣的情况下，在第十六集和第二十集中存在类似的安排。这种叙事手法在该系列的最后两集中达到顶峰，「故事」和「主题」倒置，只对故事做了最低限度的说明，可以说是在叙述主题本身，故事发展完全靠登场人物的对话和独白。最终集的全篇故事也都在真嗣的心中世界展开，他对自己的价值以及跟他人的关系等等感到苦恼。
《EVA》这部作品，是由故事层面以及庵野导演自身心灵旅程的直播记录，这两个侧面构成的。庵野秀明认为动画爱好者（御宅族）太内向、并且在封闭自己，于是向动画爱好者发出劝诫。当然，这并不是动画爱好者所独有的。播放结束后，庵野对动画爱好者喊出：回到现实吧。但之后也称：并不是批判，只是在思考。或许也有人觉得那是多管闲事吧。

## 相关媒体

### 音乐
鹭巢诗郎承揽了《EVA》系列绝大部分原声的创作。这些原声大碟在公信榜上均取得了较高的排名，而《NEON GENESIS EVANGELION III》更是在1997年取得了销量第一，这是《银河铁道999》后、时隔17年动画专辑再次登顶，而在同一年，鹭巢诗郎也凭借其在《EVA》中创作的作品而获得神户动画奖“最佳音乐奖”，并获得第39回日本唱片大獎企画賞；之后《EVANGELION:DEATH》亦获得专辑周榜冠军。《NEON GENESIS EVANGELION ADDITION》和《EVANGELION:DEATH》分别获得第11回、第12回日本金唱片大獎年度最佳動畫專輯。JASRAC2012年公布的从1982年到2011年这30年间被使用次数最多的音乐排行榜单中，《EVA》的BGM排在第4名。在此之前的JASRAC獎中，《EVANGELION BGM》曾获得2008年银奖，《残酷天使的行动纲领》获得2010年铜奖、2011年金奖。除了原创音乐，依导演庵野秀明的喜好，剧中还使用了一些著名的古典乐，如巴赫的《Suiten fur Violoncello solo Nr.1 G-dur, BWV.1007 1.Vorspier》、《心、口、行止與生活》和《Ⅱ Air, Orchestral Suite No.3 in D Major, BWV.1068》、韩德尔的《弥赛亚》、阿尔比诺尼的《G小調慢板》、威尔第的《安魂曲》以及出自贝多芬《第九交响乐》的《欢乐颂》。其他如帕赫贝尔等古典音乐家的的曲目也被使用在片中一些场景。
电视剧版的片头曲是高桥洋子演唱的《残酷天使的行动纲领》，該曲的演出和製作由國王唱片承辦。据武田康广回忆，庵野秀明是在同国王唱片的代表大月俊伦喝酒时同意国王唱片和GAINAX之间的合作。在朝日电视台所举办的两场票选中，該曲分别获得全时最佳动画主题曲第55位和二十世纪九十年代最佳动画主题曲第18位。发行15年后，该曲因在彈珠機、角子機、卡拉OK等场所的大量使用而赢得JASRAC2011年金奖，在其所公布的从1982年到2011年这30年间被使用次数最多的音乐排行榜单中排行第14位。片尾曲是1954年巴特·霍华德创作的《Fly Me to the Moon》。每一集末尾都使用不同版本，分别由高桥洋子、林原惠、三石琴乃和宫村优子等演唱。

### 电影
1996年5月，应爱好者对电视剧版结尾的不满，GAINAX公布了《EVA》电影的制作计划。1997年3月15日GAINAX公开了电影《新世紀福音戰士劇場版：死與新生》，其中包含60分钟电视剧版前24集的片段剪辑，以及40分钟即将上映的电影《新世紀福音戰士劇場版：Air/真心爲你》的片段。《Air/真心爲你》于1997年7月19日首映，改写了电视剧版最后两集的全部内容。电影采用较为传统的叙事手法来讲述不同于电视版的更符合故事发展的结局。这部影片赢得了无数的奖项，在其发布后的六个月内票房收入达到14.5亿日圓。EX.org将该片排为1999年最佳影片第15位，电视剧系列电影第2位。2009年《CUT》杂志将该片排为最佳动画电影第3位。
2006年9月9日，GAINAX证实了被称为“福音战士新剧场版”的新的动画电影系列。新剧场版系列包含四部电影，以另一种角度重构原有的电视版故事内容，包括新的角色和完全不同的故事结局。首部电影《福音戰士新劇場版：序》于2007年9月1日在日本上映，第二部《福音戰士新劇場版：破》和第三部《福音戰士新劇場版：Q》分别在2009年6月27日和2012年11月17日上映。最后一部片名为《新·福音战士剧场版𝄇》，2018年制作方宣称将于2020年公映。2019年6月24日，官方宣布将在2019年7月6日向全世界公开新作片头10分40秒片段，再次表明新作将于2020年上映。2019年7月19日，官方公布电影将于2020年6月上映。2020年4月17日，官方宣布《新·福音战士剧场版》因嚴重特殊傳染性肺炎疫情而延期。2020年10月16日，公布《新·福音战士剧场版》新預告，並確定2021年1月23日上映。製作方在1月14日發公告，考慮到新冠病毒疫情狀況，加上日本政府發出的緊急事態宣言，宣佈待疫情狀況緩和為優先，而將作品再延期上映，新上映時間尚未決定。及後因應疫情舒緩，官方於2月26日宣佈作品將於3月8日公開上映

### 漫画
在《EVA》于电视台开播十个月前，动画的角色设定师贞本义行与导演庵野秀明商议制作原版动画故事的漫画版，为未来将要上映的电视动画提前造势。漫画的第一部分1994年12月刊登在《月刊少年Ace》的二月号上，并在之后的18年间断断续续的连载着。漫画连载的最后一部分在2013年6月刊登。一些出版商最初担心贞本义行进行漫画改编的选择，认为他这样做“太过时而无利可图”。面对后来漫画版强大的商业成功，这些担忧最终被证明是毫无根据的：漫画单行本前10卷的销量超过1500万册，第11册售出了200万册，在东贩排行榜上位居第一。漫画系列荣获1996年《Comicker》爱好者漫画民调第一。

### 其他媒体
《EVA》系列已经开发和发行有多部电子游戏，其题材包括从RPG和冒险游戏到麻将和卡片遊戲。该系列也催生了大量的图集和视觉小说，其中之一就是漫画系列《新世紀福音戰士：鋼鐵戀人2nd》。除了贞本义行原有的漫画版外，《EVA》还被改编出两部衍生外传漫画作品：一部是2007年由濱元隆輔担任设计、以戏仿风格为特色的《福音小戰士》（通称：Q版EVA）制作方为此作发售了模型和T恤、皮带等商品，并且还进行了跨媒體製作，推出了相应的漫画、动画以及游戏原創網路動畫；另一部是角色为重点的《新世紀福音戰士：學園墮天錄》，特点是故事中并没有出现人形兵器EVA。
2015年2月6日，一段由《苹果核战记》导演荒牧伸志执导的三维渲染短篇动画《Evangelion: Another Impact》在“日本动画人展览会”公布。它描绘了在另一个世界里一台EVA从启动、失控暴走到狂吼的故事。名为《新世纪福音战士 ANIMA》的官方衍生小说于杂志《电击HOBBYMAGAZINE》（2008年1月号至2013年4月号）连载。故事以动画版的第24集为分歧点，在加持良治存活以及其努力下使得“人类补完计划”没有发动，以此作为背景的三年后的平行世界向下展开。

## 放映和發行

### 日語原版

该地图显示了东京电视网信号所达到的都道府县。

本剧于1995年10月4日星期三下午6点30分在东京第12频道首播，当时全日本对它的报道非常有限。东京电视台在其旗下东京电视网的子公司（大阪电视台、TVQ九州放送、TV北海道、濑户内电视台）同时播放了本片，但是仅仅覆盖了13个县，而平均收视率却达到7.1％。最后一集于1996年3月27日播出，达到了10.3％的收视率，相当于大约一千万观众收看。
| 集数                 | 中文标题 英文、日文标题                                                                         | 演出                 | 剧本                       | 分镜                       | 作画监督   | 首播日期       | 收视率 |
| -------------------- | ----------------------------------------------------------------------------------------------- | -------------------- | -------------------------- | -------------------------- | ---------- | -------------- | ------ |
| 第一集EPISODE:1      | 使徒來襲 ANGEL ATTACK（）                                                                       | 鶴卷和哉             | 庵野秀明                   | 摩砂雪、庵野秀明           | 鈴木俊二   | 1995年10月4日  | 6.8%   |
| 第二集EPISODE:2      | 陌生的天花板 THE BEAST（）                                                                      | 鹤卷和哉             | 榎户洋司、庵野秀明         | 摩砂雪、庵野秀明           | 本田雄     | 1995年10月11日 | 5.3%   |
| 第三集EPISODE:3      | 沒有響過的電話 A transfer（）                                                                   | 石堂宏之             | 薩川昭夫、庵野秀明         | 鹤卷和哉、石堂宏之         | 細井信宏   | 1995年10月18日 | 7.1%   |
| 第四集EPISODE:4      | 雨、逃出去之後 Hedgehog's Dilemma（）                                                           | 加賀ツヨシ           | 薩川昭夫                   | 甚目喜一                   | 重田智     | 1995年10月25日 | 5.8%   |
| 第五集EPISODE:5      | 零、心的彼方 Rei I（）                                                                          | 杉山慶一             | 薩川昭夫、庵野秀明         | 甚目喜一                   | 鈴木俊二   | 1995年11月1日  | 7.2%   |
| 第六集EPISODE:6      | 決戰、第3新東京市 Rei II（）                                                                    | 石堂宏之             | 薩川昭夫、庵野秀明         | 摩砂雪                     | 細井信宏   | 1995年11月8日  | 7.7%   |
| 第七集EPISODE:7      | 人所製造的東西 A HUMAN WORK（）                                                                 | 杉山慶一             | 榎户洋司、庵野秀明         | 杉山慶一、庵野秀明         | 鈴木俊二   | 1995年11月15日 | 5.9%   |
| 第八集EPISODE:8      | 明日香、来到日本 ASUKA STRIKES!（）                                                             | 鹤卷和哉             | 榎户洋司、庵野秀明         | 樋口真嗣                   | 本田雄     | 1995年11月22日 | 7.6%   |
| 第九集EPISODE:9      | 瞬間、心心相印 Both of You, Dance Like You Want to Win!（）                                     | 水島精二             | 薩川昭夫、庵野秀明         | 樋口真嗣                   | 長谷川真也 | 1995年11月29日 | 7.1%   |
| 第十集EPISODE:10     | 熔岩潛航者 MAGMADIVER（）                                                                       | 加賀ツヨシ、石堂宏之 | 薩川昭夫、庵野秀明         | 加賀ツヨシ、庵野秀明       | 重田智     | 1995年12月6日  | 9.5%   |
| 第十一集EPISODE:11   | 在靜止的黑暗中 The Day Tokyo-3 Stood Still（）                                                  | 渡邊哲哉             | 榎户洋司、庵野秀明         | 摩砂雪                     | 河口俊夫   | 1995年12月13日 | 9.0%   |
| 第十二集EPISODE:12   | 奇蹟的價值 She said, "Don't make others suffer for your personal hatred."（）                   | 石堂宏之             | 薩川昭夫、庵野秀明         | 摩砂雪                     | 重田智     | 1995年12月20日 | 7.4%   |
| 第十三集EPISODE:13   | 使徒入侵 LILLIPUTIAN HITCHER（）                                                                | 冈村天斋             | 磯光雄、薩川昭夫、庵野秀明 | 冈村天斋                   | 黃瀨和哉   | 1995年12月27日 | 3.4%   |
| 第十四集EPISODE:14   | SEELE、魂之座 WEAVING A STORY（）                                                               | 大塚雅彦、安藤健     | 庵野秀明                   | 庵野秀明                   | 鹤卷和哉   | 1996年1月3日   | 0.9%   |
| 第十五集EPISODE:15   | 謊言與沉默 Those women longed for the touch of others' lips, and thus invited their kisses.（） | 羽生尚靖             | 薩川昭夫、庵野秀明         | 甚目喜一                   | 鈴木俊二   | 1996年1月10日  | 6.0%   |
| 第十六集EPISODE:16   | 致死之病，然後... Splitting of the Breast（）                                                   | 鹤卷和哉             | 山口宏、庵野秀明           | 鹤卷和哉                   | 長谷川真也 | 1996年1月17日  | 9.1%   |
| 第十七集EPISODE:17   | 第四個適任者 FOURTH CHILDREN（）                                                                | 大原实               | 樋口真嗣、庵野秀明         | オグロアキラ               | 花畑まう   | 1996年1月24日  | 7.3%   |
| 第十八集EPISODE:18   | 生死的抉擇 AMBIVALENCE（）                                                                      | 冈村天斋             | 樋口真嗣、庵野秀明         | 冈村天斋                   | 黃瀨和哉   | 1996年1月31日  | 9.6%   |
| 第十九集EPISODE:19   | 男子漢的戰鬥 INTROJECTION（）                                                                   | 摩砂雪               | 薩川昭夫、庵野秀明         | 摩砂雪                     | 本田雄     | 1996年2月7日   | 8.0%   |
| 第二十集EPISODE:20   | 心之貌，人之形 WEAVING A STORY 2:oral stage（）                                                 | 大塚雅彦             | 庵野秀明                   | 鹤卷和哉、庵野秀明         | 鹤卷和哉   | 1996年2月14日  | 7.4%   |
| 第二十一集EPISODE:21 | NERV誕生 He was aware that he was still a child.（）                                            | 石堂宏之             | 薩川昭夫、庵野秀明         | 甚目喜一                   | 重田智     | 1996年2月21日  | 7.7%   |
| 第二十二集EPISODE:22 | 至少要像個人類 Don't Be.（）                                                                    | 高村彰               | 山口宏、庵野秀明           | 鹤卷和哉                   | 花畑まう   | 1996年2月28日  | 7.9%   |
| 第二十三集EPISODE:23 | 淚 Rei III（）                                                                                  | 增尾昭一             | 山口宏、庵野秀明           | 鹤卷和哉、庵野秀明         | 鈴木俊二   | 1996年3月6日   | 6.9%   |
| 第二十四集EPISODE:24 | 最後的使者 The Beginning and the End, or "Knockin' on Heaven's Door"（）                        | 摩砂雪               | 薩川昭夫、庵野秀明         | 摩砂雪、庵野秀明           | 摩砂雪     | 1996年3月13日  | 6.0%   |
| 第二十五集EPISODE:25 | 結束的世界 Do you love me?（）                                                                  | 鹤卷和哉             | 庵野秀明                   | 鹤卷和哉、庵野秀明         | 本田雄     | 1996年3月20日  | 7.7%   |
| 第二十六集EPISODE:26 | 在世界中心呼喊愛的怪獸 Take care of yourself.（）                                               | 摩砂雪、鹤卷和哉     | 庵野秀明                   | 摩砂雪、鹤卷和哉、庵野秀明 | 庵野秀明   | 1996年3月27日  | 10.3%  |

1997年，本片开始在深夜电视台转播，获得了5-6%的收视率，为深夜动画打开了市场。当时在一这个时间段内，即使是2％也被认为是极高的收视率。在日本发行的原始的家庭录像带包括VHS和镭射影碟套装，前12卷每卷收录两集，并标注有“Genesis 0：（卷标）”，“Genesis 0：13”和“Genesis 0：14”包含电视台播放版和《死与新生》版的第25集和第26集。“Genesis 0：15”和镭射影碟最后一卷题为“Genesis 0：X”，收录第21至24集，只邮寄给购买全部14卷的消费者。日本发行版DVD共有7卷，最后一卷收录有原始电视台播放版本以及《死与新生》替代版的第25集和第26集，其他六卷每卷各收录4集。2001年发售的“Second Impact Box”版包含26集未剪切、修复版以及两部电影。2003年在日本市场发行了九卷數位重製“Renewal of Evangelion”版DVD光盘，这个版本改进了声学效果和混音对话，以5.1立体声音效重新灌录了原声。第一到第八卷收录有原始的电视版26集，其中包括两个版本的第21到24集（未剪切的版本以及重构的导演剪辑版）。第九卷包含两张光盘，名为“Evangelion: The Movie”，包含《Death（真）²》和《End of Evangelion》。限量发行5万套DVD-BOX，即日售罄。“Renewal of Evangelion”版本的发行构成了西方市场“白金版”的基础。2014年12月1日，Studio Khara公布了一个蓝光套装，内容包括所有原电视动画的高清重制版，以及第21至24集的DVD版本、两部电影以及“Renewal of Evangelion”版本的内容。同时发行了ARCHIVES OF EVANGELION（TV放映版DVDBOX），收录TV放映時原样、未作修改的版本。

### 中文版

#### 香港
香港最早於1997年7月7日由香港有線電視兒童台逢星期一至五下午5時播放《EVA》粵語配音版，基於兒童台定位，所以刪剪裸露及血腥畫面，後來再於有線YMC台重播足本版本；同年，博意發行（Pop & In Entertainment Co., Ltd）基於香港有線電視播出版本，發行VCD一套13張，收錄了TV版第1到第26集及相關特典內容。之後1998年由亞洲電視本港台播出，畫面近乎零刪剪；但是到了第14集開始，由於臨近6月轉播世界盃足球賽，便出現大幅度刪剪的情況，此版本未發行影碟。

#### 台湾
台湾於1997年夏季由衛視中文台播出《EVA》國語配音版，與衛視中文台播出的其他日本電視動畫一樣有張妙陽旁白的宣傳片。中國電視公司旗下中視頻道於1998年9月26日至1999年1月24日每星期六晚間七點半檔播出雙語版（主聲道為國語配音，副聲道為日語原音）。授權引進代理國際影業發行vcd新潮社有限公司於1997年發行（日语发音，中文字幕），分為VHS與VCD版本，並在首華卡通頻道播放宣傳片。普威爾國際于2004年至2005年发行（日语发音，中文字幕），DVD-Video一套8集。

#### 中國大陸
在1995年《EVA》剛剛問世時，它就通過盗版被動漫愛好者所熟知並在中國大陆迅速走紅。在2000年，《EVA》由杭州西湖電視台引进中國大陸，并交由遼寧人民藝術劇院譯製配音。然而，辽艺第一次译製的版本并没有通过广电总局的审批，因而被迫再次译配，将含有“青少年不宜”和宗教元素的内容全部处理掉，并将主题歌改名为《勇敢的少年》。因為譯名不能涉及宗教元素，所以遼藝將譯名改為《新世纪天鹰战士》。在经过两版的配音后，最终于2001年先在杭州西湖電視台，之后再其他各地方电视台播出。由于进行了大量的刪節和台词修改，并出现了译配不到位等问题而受到观众们的廣泛批評，引起了部分粉絲在BBS論壇裡對杭州西湖電視台的口誅筆伐，最終導致電視台工作人員在論壇內进行道歉。之后以第一版发行了VCD，即目前网络上流传的《2000天鹰战士》。2017年，中国大陆视频网站bilibili将《EVA》引进并改为《EVA 新世纪福音战士》在該网站上放映。

### 英語版
该系列影视制品的英語版由漫画娱乐公司授权ADV Films在北美和欧洲发行。1996年8月20日至1998年7月7日发布的13卷英文字幕版VHS磁带，每卷收录两集电视版动画并同日本版样以“Genesis 0：（卷标）”来命名，被认为是最早发行的日语家庭录音带之一。另有两个影碟合集版《合集1 豪华版》以及《合集2 豪华版》分别收录了第1至4集以及第5至8集。第一套DVD版本是ADV Films于2002年发行的八碟装《完美收藏版》，其中收录了原电视动画的全26集。2004年，ADV发布了两套DVD合辑，分别名为《Neon Genesis Evangelion: Resurrection》和《Neon Genesis: Reborn》，分别涵盖了第21集至23集以及第24至26集的导演剪辑版。就在同一年，ADV还发布了“白金版”，包括有7张DVD，2004年7月27日至2005年4月19日之间发行。“白金版”包含原26集电视动画以及第21至第24集的导演剪辑版。2005年11月22日还发布了一个六碟装的白金版——“白金完整版”——删去了其他版本所收录的一些额外内容，包括花絮、评论和预告片。2015年夏季官方将推出包含所有內容舊版的BD-BOX及DVD-BOX。2018年11月26日，流媒体公司Netflix宣布，从2019年第二季度起，它将在全球范围内播放《EVA》原版电视剧动画，以及《新世纪福音战士：DEATH(TRUE)2》和《新世纪福音战士剧场版：Air/真心爲你》两部剧场版动画。

### 俄语版
2005年MC娱乐在俄罗斯发行了4张DVD版本并于10月18日在MTV俄罗斯播映。在2009年，MC娱乐发行了《EVA》导演剪辑白金版，内容扩充到了6张DVD。

### 德語版
在德国，《EVA》最早由OVA Films在发行在VHS录像带上采用日語配音帶有德语字幕。在2001年1月作为VOX旗下dctp夜间節目的一部分于2000年10月27日至2001年1月1日在電視臺首次播出。播出的時候將原本的26集完整合并成六集劇場版形式，每周播出一集，總共六集以日版原始配音附帶德语字幕。同样带有字幕的日语，该系列于2001年5月在OVA Films的两个收集箱中的三张DVD上出现。另有2999份限定版出售，区别仅在于包裝盒蓋的设计，而盒内的内容物相同。从2004年12月到2006年2月，ADV Films將《EVA》製作成七张DVD发行，德語配音以日語Platinum Edition為藍本。这个版本從2008年6月10日起由廣播公司Animax在电视上首次播出。

### 意大利语版
意大利语的《EVA》由Dynamic Italia策划制作。配音是在埃迪·科尔泰塞合作社由法布里齐奥·马佐塔（前6集）和保罗·科尔泰塞（其余20集）连同被指定参与本地化工作的艺术总监瓜蒂耶罗·卡纳尔斯共同指导完成。本剧意大利语版分别于1997年和2001年发行了13卷导演剪辑版VHS。紧跟在VHS影带之后的是Dynamic Italia和Dynit的两个DVD版本。第一部由Dynamic发售，于2002年发行，不包含导演剪辑版的剧集。第二部由Dynit出版，基于日本的“Renewal版”，于2008年以“白金版”为标题出版。动画片由MTV频道于2001年10月2日在电视上播出，而首两集则早在2000年12月12日的Robothon马拉松比赛就已上已经播出，之后又多次重播。《EVA》也是第一部被允许在互联网上合法播放的日本动画连续剧，网络支持免费播放并带有意大利语配音。从2010年4月26日开始，每周一在Dynit的YouTube频道上发布一集白金版剧集，在平台上播放两周。在电视台播映结束后，意大利网络电视Popcorn TV开始不限时播映，但是在一段时间后由于版权到期而停止。
2018年11月，网络流媒体平台Netflix宣布已经获得《EVA》电视剧和1997年推出的剧场版在全球播映的权利，计划在2019年春上线播映，之后推迟到6月21日播出。这次播映的意大利语版本由Netflix组织在罗马的VSI重新进行配音。这一版配音仍旧由瓜蒂耶罗·卡纳尔斯和法布里齐奥·马佐塔执导，但是前一版的配音演员几乎全都被替换。新版重译对白中的一些遣词造句被批评为过于夸张并且令人费解。马佐塔也提到剧本的改写对配音来说就像是经历了一场轰炸，以至于部分配音演员扬言要放弃这一版的配音工作。2019年6月28日，Netfix宣布，由于收到了大量的批评，《EVA》19年意大利语配音版将重新制作，并将此前在流媒体平台中的意大利语配音删除，只保留了字幕。

### 西班牙语版
本剧的西班牙语版本DVD由西班牙的Selecta Vision发行。配音分为三个不同的版本：墨西哥西语、美式西语以及西班牙西语。西班牙西语的录音是在Q.T: Lever的录音室完成的，同时由Animax西班牙工作室、Buzz和Cuatro播出。美式西语版本的第一版由Roman Sound完成，《Renewal》版则由New Art Dubb完成。第一版由Locomotion监制发行，由I.Sat播出，第二版由Animax拉美工作室发行。

## 评价
《EVA》在日本国内和国际上获得了巨大的人气，并且超出了单纯的人气作品的范畴，发展成为日本的一种社会现象，被日本以及欧美的评论家誉为90年代具有里程碑意义的日本电视动画，动画业界和许多动漫欣赏者也将其视为日本最伟大的动画之一。上映后在动画界掀起了十数年未见的大浪，被普遍认为这是继《宇宙戰艦大和號》和《機動戰士GUNDAM》后的第三次日本动画革命。不少社会学者参与《EVA》相关的讨论，并把其评为反映当代日本的镜子般作品，甚至被许多学者视为杰作。贞本义行认为《EVA》创纪录的大热主要是因为它偶然发现了这个时代正在寻找的东西。《EVA》已经超出其原本主要的宅男粉丝群，发展成为一个社会现象，在日本引发了全国性的讨论，获得了众多媒体的报道、讨论并成为学者研究的课题。
《EVA》复杂而引人入胜的故事、华丽的战斗场面、出色的人物设定、精緻的心理描写、嶄新而熟练的演出技法，以及制作方有意地制造悬念和谜题，使得粉丝们在观看时非常期待着之后的展开。播出當時就獲得愛好者熱烈支持，1996年2月3日发售的第一卷录像带引发粉丝抢购，而在此之前发售的第0卷特别先行篇获得Oricon公信榜1996年度VHS动画类销量冠军。播放结束后，实验性的跳脱故事的最终回成为激烈讨论的话题，评价呈现两极分化。尽管最终回引发了争议，但《EVA》的作家性以及时代同步性吸引了公众和评论界的注意、纷纷发表评论分析，它的巨大市場特性和經濟效益也在經濟雜誌被提及，對日本社會產生了強烈的影響。随着原版TV动画播放结束，公众和评论界对《EVA》的评价呈现两极分化，尤其是针对最后两集的内容。大结局的实验风格迷惑或疏离了许多的爱好者，并催生了讨论和争议。这些批评在很大程度上是针对最后两集缺乏故事情节。观众对于结尾的观点褒贬不一，大致分为两类：一类认为剧情“深刻”，另一类则认为剧情“表面意义大于实际意义”。该剧的美国配音演员承认，他们也很难理解该剧的结局。《每日新聞》写道，在第25集之后，“几乎所有的观众都感到被出卖了……当时评论员大塚英志在《讀賣新聞》发表文章抱怨了《EVA》的结尾，于是一场辩论在日本全国范围内展开了”。大塚英志和同为评论员的宫崎哲弥都指责最终两集就像是自我启发分析（类似洗脑和心理治疗），不过是对御宅族因逃避现实而自闭的一种自我肯定。而东浩纪则认为最终两集是类似後設小說的二重性所表现出的批判和自省，并且认为《EVA》在某种意义上是1980年代日本动画的完成形态。尽管饱受批评，庵野导演还是坚持自己对该片结尾的艺术选择。围绕《EVA》的争议并未对该剧的受欢迎程度产生负面影响，该剧在御宅族亚文化圈内外都一直保持着强劲的人气。本剧得到了日本境内外文化理论家的注意，许多评论家对此进行了分析或评论，包括苏珊·J·内皮尔、威廉·劳特、麦克·布罗德里克、小谷真理以及社会学家宫台真司、东浩纪、古畑百合子和马克·施泰因贝格等。本剧被描述为对机甲风格的批判和解构。《纽约时报》的迈克·黑尔（Mike Hale）将其描述为“一部优秀的动画片，一个有着不同寻常深度、感觉和细节的巨型机器人故事”。对《洛杉矶时报》的查尔斯·所罗门（Charles Solomon）来说，本剧是“一件有趣而复杂的作品”。意大利作家安德烈亚·丰塔纳，《EVA》是“（日本动画）史上最好的剧集”、“日本动画的里程碑”。動畫新聞網的塞龙·马丁（Theron Martin）形容《EVA》的角色设计是“与众不同的，设计的目的是为了性感而不是做作”而机甲的设计则是“有史以来为动漫系列制作的最与众不同的设计之一，它有着圆滑、轻盈的外表，看起来凶猛、可怕、灵巧，而不是四四方方的骑士样”。迈克·克兰多尔（Mike Crandol）说：“如果说《EVA》无疑是有史以来最伟大的动画作品之一，这似乎并不会令人觉得过意不去”，“是有史以来最美丽的艺术作品之一”。扎克·伯特西（Zac Bertschy）评论道：“对《EVA》的强烈反对之所以存在，是因为人们不喜欢思考（低反射倾向）”。《EVA》被描述为是拥有复杂的人物刻画和丰富的叙事线索。東浩紀在2005年的一次采访时说：在《EVA》之后的十年里，没有任何作品能够超越它。本剧的著名批评者之一是动画《机动战士GUNDAM》的导演富野由悠季，他严厉批评了《EVA》的情节和人物。根据富野的说法，本剧的制作人“没有试图获得乐趣或赢得公众”，试图表明“世界上所有人都该感到沮丧”并且毫无希望：“我认为这根本不是艺术品……我们（导演）应该试图向人们展示如何过上更健康、更充实的生活，提升他们的身份和他们的社会意识并鼓励他们。我不能接受这样的一部作品”。

### 奖项
《EVA》在众多民意调查中得分很高。1996年，本剧获得了动画大奖赛“最受喜爱系列”的第一名，这是一个发表在《Animage》杂志上的由读者投票决定的奖项系列。在1997年再次以很大的优势获得这个奖项。《新世纪福音战士剧场版：Air/真心为你》在1998年获得了第一名，使新世纪福音战士成为第一个连续三次获得第一名的动画系列。网站IGN将《EVA》列为“电视动画100部最佳动画片”中的第10名。在《Animage》杂志的“21世纪应被铭记的动画”中排名第三。1998年，网站EX.org的读者投票选举《EVA》为美国动漫发行排行榜第一名，1999年成为有史以来第二名。在2006年日本新媒體動漫藝術節上，有80000名参与者参加的调查“日本媒體藝術100選”中，本片被选为有史以来最受欢迎的剧集。Madman.com网站将他列为“20大顶尖动画”中的第一名。
《EVA》分别在1996年和1997年赢得了动画神户奖。在1997年荣获了日本SF大賞和日本新媒體動漫藝術節動畫部門优秀奖。该片在《巫师动漫杂志》的“北美50强动漫”排行榜上名列第七。在1996年8月发布的《Animage》中，《EVA》剧中人物在最佳人物排行榜中的排名分别为第一位、明日香第三位、薰第四位以及真嗣第六位。绫波零和碇真嗣分别在1995年至1996年和1996年至1997年获得最佳男女角色第一名。2005年，朝日电视台组织评选的日本有史以来百大最受欢迎动画中，《EVA》排名第20位。而到了第二年，《EVA》在这个榜单上跃升为日本第二受欢迎的动漫。东京工艺大学在2010年对文化方面最能代表酷日本的一项调查中，《EVA》以38％的得票率赢得了“动画”类别的第六名。同样在2010年，《Newtype》杂志分别将绫波零和碇真嗣列为20世纪90年代最受欢迎的女性和男性角色。日本网站charapedia将真嗣票选为史上最消极的动漫角色第1名。《朝日新闻》将“绫波零的自爆”列为有史以来第九感人的动画场景。片头主题曲《残酷天使的行动纲领》获得了1996年最佳动画歌曲奖，朝日电视台认为它是自1990年以来第18首最佳动画歌曲。在由部分日本海外的记者所评选的“日本TV动画TOP30”中，《EVA》排名第一。对其的评价认为相较于第二名《魔法少女小圆》的完美，《EVA》被认为是并不完美的。其前半段故事像是处于摸索中，但因其体现了对人的尊敬和辛劳，总体而言却是出色的。在2019年3月發表的「雅虎日本新聞部平成編年史」特輯中，選入《EVA》為6部平成時代頂級動畫之一。

## 影响

### 日本

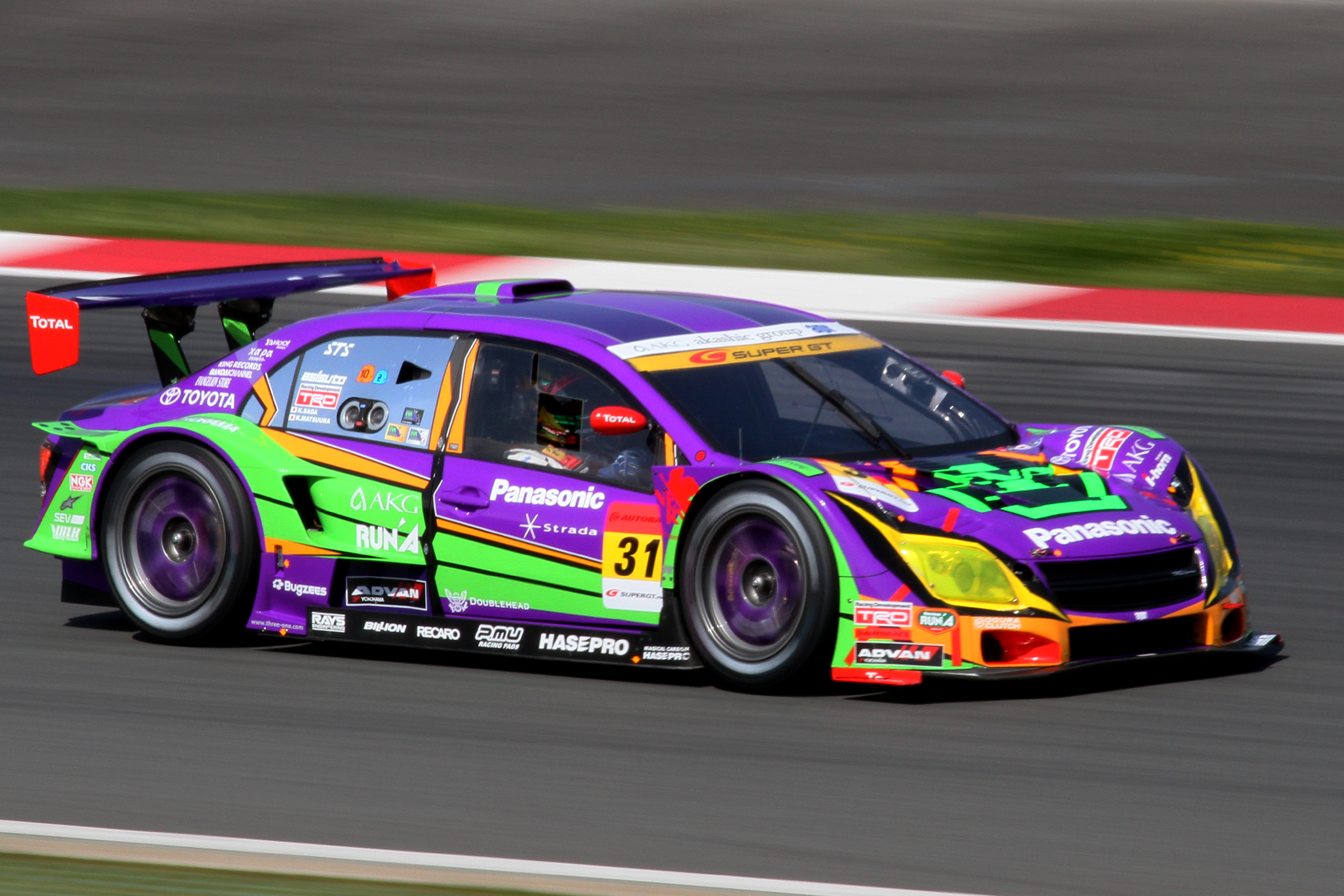
EVA RT初號機 apr Corolla

《EVA》对日本的市场和传媒文化产生了重大的影响，被称在全球有超过2亿爱好者。继《铁臂阿童木》和《機動戰士GUNDAM》之后缔造了第三次日本动画产业爆发，与《宇宙战舰大和号》和《机动战士GUNDAM》并称“日本动画史上的三次高潮”。也有评论认为是日本战后动画的继1960年代的《铁臂阿童木》和1970年代的《宇宙战舰大和号》之后与《攻殼機動隊》一起在1990年代掀起了第三次动画热。《EVA》也是少有的能够引起全年龄段大规模公开讨论的动画，產生了爆炸性的反響，还重新點燃了一大批成年人對動畫的熱愛，历经二十余年经久不衰。并且对机器人动画进行了历史性革新，首次在电视剧动画制作中引入“制作委员会模式”，推动动画商业模式从发自赞助商的商品化主导，向制作委员会模式转换。本剧对动漫领域有着很大的影响，而当时的动漫产业特别是电视动画连续剧产业，受到一系列事件，如“宫崎勤事件”的影响正处在低迷期。该剧也对日本流行文化产生了显著的影响。一些人认为该剧是在动画和御宅族文化史上的一个显著的转折点，但这一观点并非毫无争议。CNET科技评论家蒂姆·霍尔尼亚克认为《EVA》振兴和重塑巨型机甲风格。在20世纪80年代和90年代，日本动画界就已进入危机时期，同时期产量大幅下降，此时恰逢日本陷入经济危机。随之而来的是未来几年的思想危机。在此背景下，《EVA》定义了动画系列片的新标准，得益于该作的创新让日本动漫行业的技术和艺术得以复兴，使得日本动漫界迎来了“新的日本动漫系列”的时代。动画系列的制作开始更多的反映制作者的意愿，如在少数高品質段落中集中资源进行制作（尤其是从第13集至第26集），类似真人电影拍摄时的制作委员会制度，以及在商品销售上更大的自由度。
《EVA》开创的“新系列动画”确保了所有新的机器人动画都适应了这一新潮流，之后许多的动画都避免了由永井豪所开启的机器人科幻动画形态，如《机动神脑》和《地球防卫企业》。无论是明显地或是含蓄地，《EVA》都引发了大量后来的动画系列的跟风模仿，甚至其首播多年后至今，仍是日本动漫的历史上最有影响力的动画系列剧之一，被众多作品戲仿、恶搞和致敬。这其中包括《玲音》、《交响诗篇》、《翼神世音》、《机魂末世录》、《苍穹的法芙娜》、《餓沙羅鬼》、《幻影死神》、《青之六号》、《機動戰艦》、《輪迴的拉格朗日》、《平行世界物语》、《沉默的未知》、《女神候補生》、《生化体》、《機動神腦》以及《地球防御企业》、《FLCL》中也含有出自《EVA》的典故，而在《阿倍野桥魔法商店街》的第三集中也有提到。在《美少女学院》、《可塑性记忆》、《獵魔戰記》、《旋風管家》、《笨蛋，測驗，召喚獸》、《Keroro軍曹》、《勇者義彥和被引導的七人》以及《銀魂》等作品中也含有部分对本片的参照和致敬。《EVA》将世界的命运和少年的心理联系在一起的设定，也衍生出世界系作品如《最終兵器彼女》、《DARLING in the FRANXX》以及新海誠的《星之聲》等等。《EVA》片中对宗教和机甲元素的混合也影响了一些日本视频游戏，包括像《異域神兵》以及《全能之神：梅塔特隆的升天》。片中人物绫波零实际上被认为是后来一类人物设计的原型，动漫迷用“無口”这个术语来表示这一类除非严格必要否则就不表达情感、不会说话的角色设计。绫波的性格设计和个性特征被用在20世纪90年代之后的很多动漫人物身上，比如《机动战舰》中的“星野琉璃”、《名侦探柯南》中的“灰原哀”、《雫》中的“月岛瑠璃子”、《饿沙罗鬼》中的“美晴”、《少女革命》中的“姬宫安茜”、《銀河天使》中的“香草‧亞修”以及《玲音》中的“岩仓玲音”等等；岩仓玲音的个性似乎也与真嗣有相似之处。在《迷糊女戰士》中，明日香的性格被主人公“优秀”恶搞，她的部分特点被用来塑造《高机动幻想》中的“芝村舞”。《EVA》还导致了后续动画泛滥的“萌”，尤其丽那种特别的萌，也可以在后来作品中的人物身上找到，如《凉宫春日的忧郁》中的长门有希。在日本，已经出版了一系列书籍，以提供有关本剧的背景信息、故事架构、制作技术以及本剧人物的心理背景。此外，也不断有一些官方或非官方的同人改编作品出现。

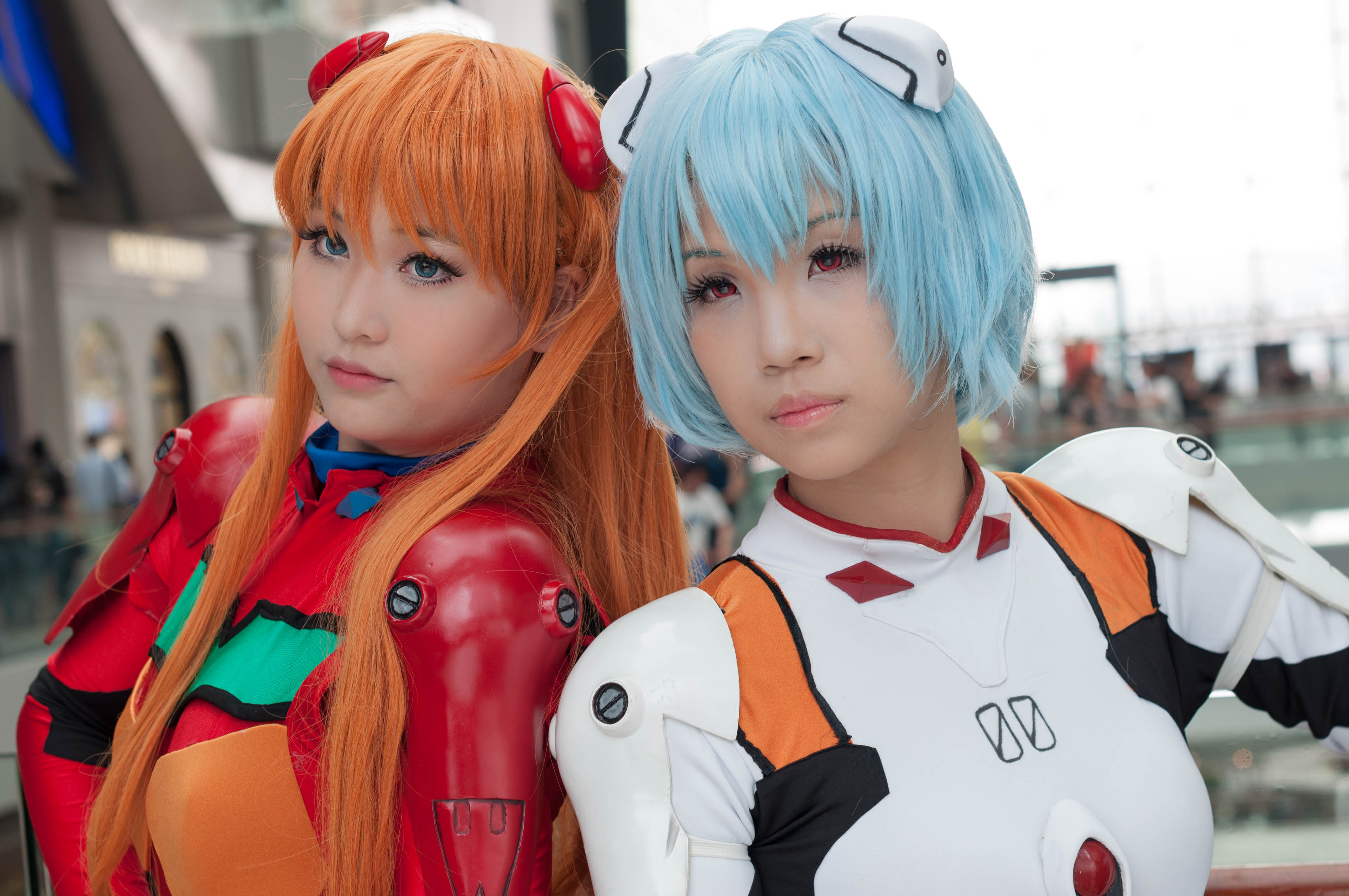
两个女性cosplayer正在扮演惣流·明日香·兰格雷和绫波零。在动画系列取得巨大成功后，角色扮演的兴趣在全球范围内传播开来

即使是机械设计，《EVA》中所出现的特点如EVA与人类体型更相似，而使徒的形象则相对比较“抽象”，这些也有对后来动漫作品的设计提供了显著影响。在此之前的机器人设计类似《机动战士鋼彈》中的鋼彈，强调写实，以直线为主，而在《EVA》之后“猫背、螺旋、纤长造型”的新一派机器人造型风格迅速受到全球热捧。在《EVA》首播之后的几年中，日本动画业界发生了真正的爆炸。其他动画师、导演和编剧从剧中获得了大量的灵感，如《翼神世音》的助理导演京田知己，奈須蘑菇看完《EVA》的第一集后正式开始了小说创作之路。2011年，《秒速5厘米》的导演新海誠承认他受到庵野秀明作品风格的影响，尤其是《EVA》最后几集，他表示“動畫不是只有那些誇張的動作戲。有時候是關於言語，甚至於不需要言語”。
《EVA》自首次在电视台播出并成为最成功的动画电视连续剧之后已经过去很多年，并在日本对电视动画的文化价值进行了全面的重新审视。根据东浩纪的说法，《EVA》于1995年的播映引发了日本动画产业的急剧分裂，随之而来的是“宅文化”演变成为了一个巨大的社会现象。由于该剧的大受欢迎，角色扮演这一兴趣爱好开始传播到全世界，与此同时最初带有强烈贬义色彩的术语“御宅族”，也变得较为中性化。根据东京电视台制作人岩田圭介的说法，由于《EVA》的热播，日本动漫在全球急速传播。这部动画的成功，使得御宅族文化得到了广泛的关注。也由于对此系列作品的兴趣，御宅族文化慢慢开始表面化，成为大众的社会现象，以往受到歧视的“御宅族”变得流行。依照每日新闻的说法，《EVA》促成了由年轻成年人阅读和观看漫画的所谓“第三代御宅族”的诞生，小说家泷本龙彦就是其中之一。由于它的成功，动漫产业达到成熟阶段的一个新的起点。《EVA》频频重播激增了御宅族的数量，也带来了对死海古卷、卡巴拉以及基督教题材内容的兴趣热潮。新海誠曾称，当时动画电影的发展也应当归功于《EVA》剧场版开拓性的试验创作。在《EVA》之后，庵野秀明将其许多风格奇想又用在了写实影片《狂恋高校生》和动画《男女蹺蹺板》中。《EVA》同样也对一些音乐艺术家的作品产生了影响，如BUMP OF CHICKEN的《Arue》、彩虹乐团的《你》。而日本乐队Rey，其名便是衍生自剧中人物绫波零。许多非二次元作品也纷纷加入对《EVA》的戏仿，比如日本电视剧《逃避雖可恥但有用》。而由于对电视台播出时间深夜档的开发，使得这一时间段的动画也逐渐被电视台所重视。2003年，日本发生了一起谋杀案，其中一名22岁的年轻人杀死了他的母亲。他对《EVA》中的论断“（人类）进化的最终结局是毁灭”深信不疑，也相信人类不必为破坏环境而负责。在后来，他甚至想要杀死更多的人，而于2004年被定罪。

### 香港及大陆

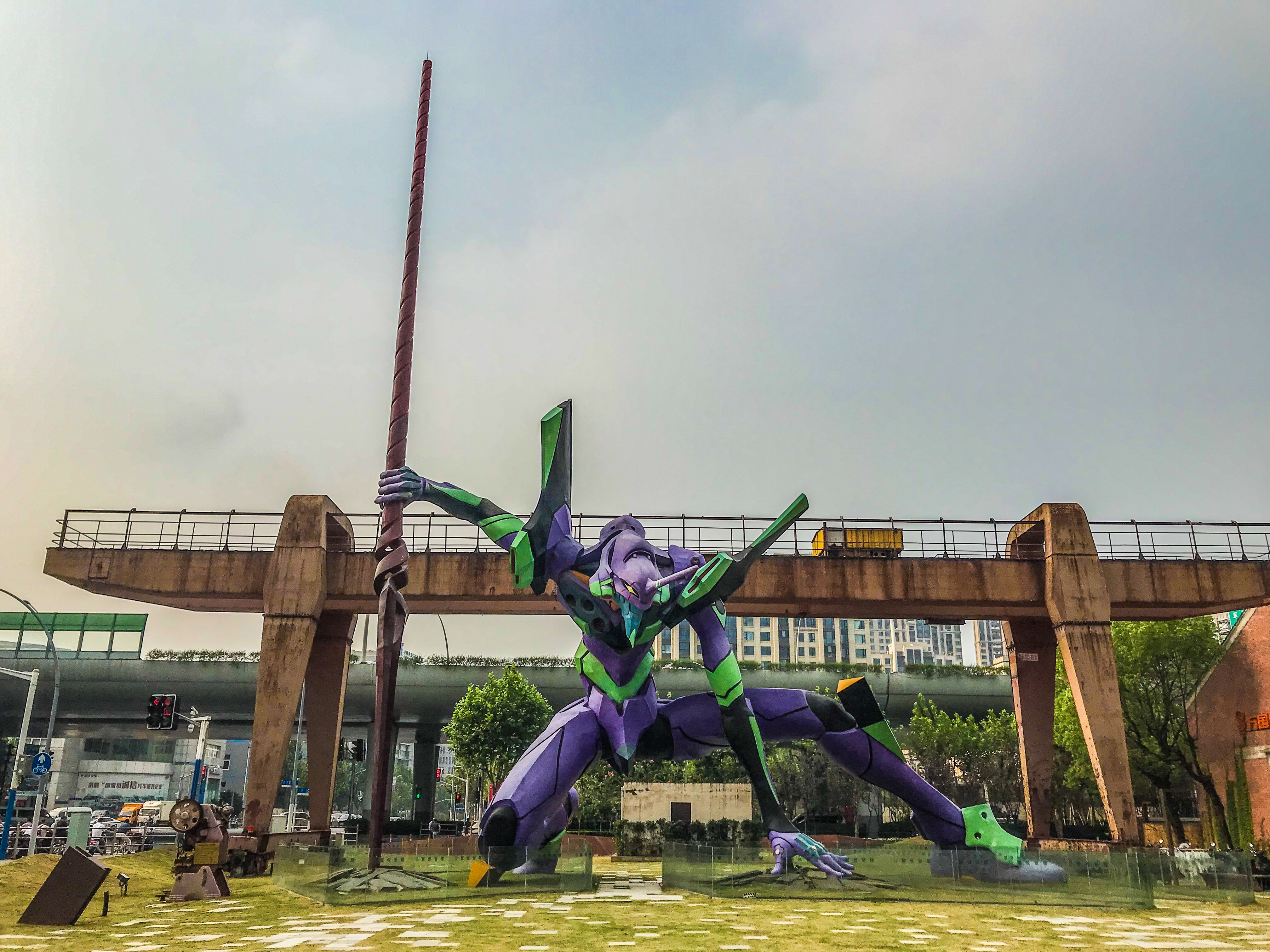
位于上海的EVA初号机雕塑

1999年大陆地区在参考了港台版的翻译后，引进了《EVA》，并在次年重新译为《天鹰战士》后播出，给大陆地区爱好者带来了深远影响。2014年在上海正大广场引进了名为“EVA EXPO”的官方展会，展出1000多件《EVA》相关周边产品，次年升级为“EVA EXPO 2.0”后在深圳、香港、成都和广州等地巡回展出。2018年又以“EVA EXPO 3.0”之名再次回归上海。2016年大陆从日本引进《EVA》题材开发手机游戏，游戏代理商甚至筹资在上海建立长期展示EVA巨型雕塑，并于2017年获得吉尼斯世界纪录认证为“世界最大EVA雕塑”。

### 北美
本剧在北美地区非常成功，在爱好者界一直都非常有名。对于出版商AD Vision来说，它是第一部成功完整引入美国市场的出版物。根据电影制片人马文·格莱彻（Marvin Gleicher）的说法，这部作品打破了当时动画的传统叙事方式，为后来的媒体制作开辟了新的可能性。庵野导演将重振机甲动画，并刻画出心理瘫痪这种令人难以忘怀的画面。而日本和美国的大量粉丝则佐证了这部作品的重要地位。特别是在本剧的最后两集中，托马斯·拉马尔看到了对有限动画的前卫和实验性使用的可能性，他将这视为一种艺术运动。而在此之前，有限动画的出现主要是由于经费限制以及被选择作为一种更廉价的动画制作手段。根据拉马尔的说法，庵野导演将有限动画带到了一个新的高度，在这个高度上，全动作动画的动画场景和有限动画的静止图像之间经常出现的高下对比将不再成立。根据派崔克·卓森的说法，《EVA》是20世纪90年代最具争议的电视动画，为动画产业带来了新的冲击。
苏珊·J·内皮尔将《EVA》排在宫崎骏的《幽灵公主》和押井守的《攻壳机动队》之上，这不仅在日本形成了知识动漫的图景，而且成为许多科学论文的主题。本剧也和20世纪90年代出现的很多非儿童向的动画有关。她将《EVA》描述为“极其复杂的作品”，可以被视为对机甲类型动画片的解构。一开始引入了比较典型的角色设置，例如一个年轻的英雄、一个邪恶的敌人以及一个高科技的近未来世界，随着情节的展开不停逆转，让观众感到困惑。内皮尔表示，真嗣与使徒的第一次战斗与之前的机甲类型片有着非常不同寻常的关系；真嗣本人被描绘成一个懦弱的男孩。所谓的战斗也不再是视觉奇观，而是音乐在前的简单造型和动作设计。真嗣不是使用高科技作为武器，而是使用大型的刀具。由于缺乏多种多样人物动作和特效，取而代之的是对主人公碇真嗣的经典精神分析以及天启的个人、心灵形式，最后一集让不少观众感到失望。在整部作品中，一动不动的静态场景具有许多十分特殊的含义，因为这些场景支持了情节的心理描绘部分。这种静态图像的表达手法也影响了《犬之島》的导演魏斯·安德森，他承认《EVA》是继布拉德·伯德的《铁巨人》和大友克洋的《亚基拉》之后第三部影响到他的动画作品，也是他最喜爱的五大电视剧之一。演员罗宾·威廉姆斯曾公开承认自己是《EVA》的粉丝。《EVA》的影响也可以在一些美国电影或者动画连续剧中找到，例如《不速之客》《天兵公園》以及《史蒂芬宇宙》等。

### 欧洲
《EVA》在德国的爱好者群体中被视作是经典作品，而爱好者群体之外几乎不为人所知。但是《EVA》在深夜电视台播放中却能达到高于平均收视率的不错成绩。本剧在坊间受到的批评来自于其画面品質经常“在高品質的动画镜头”和“大量使用静止图像”之间来回波动。对于结局部分的争议：部分观众称赞制作方可以不必理会外界影响完成整个系列并留出解释空间给大众；其他人批评《EVA》负担过重，使他们一直都处于沮丧的情绪中。对于很多观众来说，结局是不同寻常而且也是不可理解的。但是对于整部剧来说，精心塑造的角色和优质的音乐获得了极高的认可。剧中的幽默成分也并没有显得太过突兀。《AnimaniA》杂志将这部动画描述为“混合了尖锐的科幻故事，开创性动画和哲学底蕴”。在意大利，本剧是助力创造了所谓的“第二次影响”的作品之一，引发了意大利国内第二次大规模对日本产物的进口热潮。英国摇滚乐队格斗之星的首张专辑《大统一》深受《EVA》的影响。

## 商业合作
Bisty與《EVA》合作，於2004年推出的柏青哥機台《CR新世紀福音戰士》，售出了10萬台以上。《北斗神拳》與《EVA》機台的成功，讓各家柏青哥機台業者積極將動漫作品改編成柏青哥的機台。柏青哥機的大热也使一些不看动画的人知道了该系列。2015年，弹珠机制造商Fields Corporation透露，动画首播在之后的10多年里，EVA柏青哥以及柏青嫂系列機台的累计销量超过200万台，创造了大约7000亿日圓的市场。此外还以實體的柏青哥機為基礎製作了多款柏青哥遊戲。作为《福音戰士新劇場版》宣传合作的一环，RUN'A娱乐公司于2010年成立了「EVA賽車隊」（EVA Racing），有四輪賽車和二輪賽車，并以EVA做為車身彩繪範本，参战了Super GT300級、鈴鹿8耐等赛事。现场还有賽車女郎Cosplay剧中的主要角色，车队官网也是EVA风格，并且推出了相关商品。

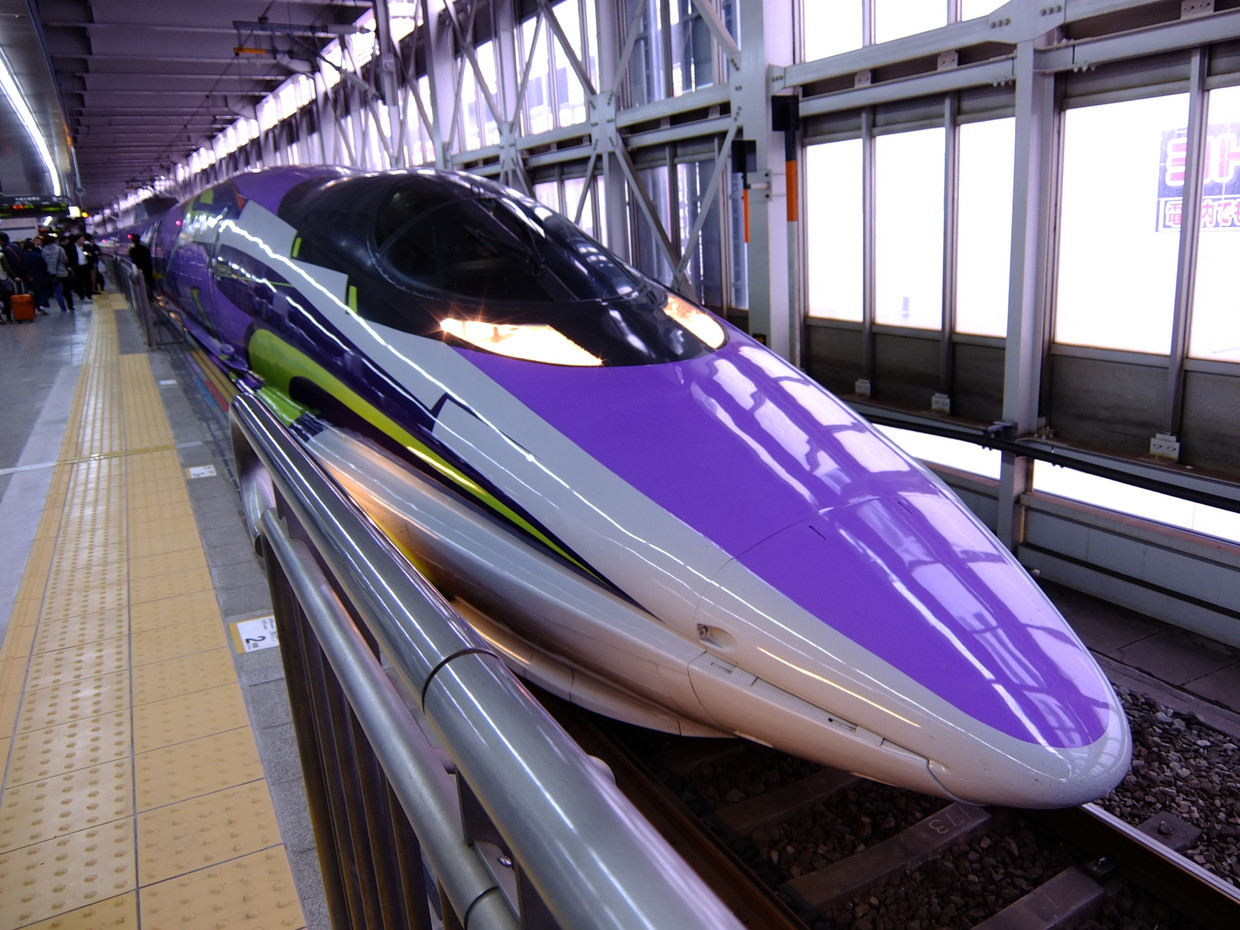
新幹線「500 TYPE EVA」

2015年，JR西日本新干线运营公司与《EVA》合作推出「新幹線：新世紀福音戰士計畫」，以纪念山陽新幹線运营40周年及《EVA》电视播出20周年。推出的列车「500 TYPE EVA」以新幹線500系電聯車为蓝本，并由《EVA》機械設計師山下育人负责车身的设计、导演庵野秀明担任監修，车厢内部以《EVA》的世界观为主题打造。于2015年11月正式开始运营，原定于2017年3月结束运行，但因深受好评，最终延长1年至2018年5月13日。《EVA》还与富士急高原樂園、日本環球影城合作推出了相关主题的游乐设施。2017年與台湾机车制造商宏佳騰合作推出全球限量300台的聯名車款「ES 150：Type 01」，運用了EVA初號機的形象來設計，這是《EVA》首次授權給台灣車廠，也是福音战士品牌当时全球唯一聯名量產車。原本只在台灣銷售，後來还帶到AnimeJapan展出，結果造成動漫迷的熱烈回響、並爭相拍照。2006年，马特·格林菲尔德声称该系列作品已经赚了超过20亿美元。

### 周边商品
《EVA》的受欢迎延伸到它的周边商品销售，在两年内创造了超过4亿美元的销售额。动画播出后，许多相关商品也陆陆续续推出。角色周邊有手办、服飾、抱枕、鑰匙圈、項鍊、戒指等，还有EVA機體模型、使徒玩偶、AT力場傘、印有相关标志的日用品等。1997年劇場版公映時，与UCC上島咖啡合作推出了印有《EVA》角色图案的罐裝咖啡（通称：EVA罐、EVA缶），销售了40万箱（1200万罐）；2007年《福音戰士新劇場版：序》公映時，又合作推出了30万箱（900万罐）。
在日本，《EVA》的商品销售收入已达数亿美元，其中许多是市场上的产品。在日本电影院放映电影《死与新生》和《Air/真心为你》时，该系列的商品收入达到了3亿美元，其中约70％来自家庭视频市场和镭射影碟（已售出约200万份）三首配乐CD（900,000张），另外三张单曲（800,000张），CD-ROM（200,000张），以及当时发行的三部漫画卷（350万册）的销售额。“福音战士”系列品牌在对家庭视频动漫市场的商业开发，打破了无数的销售记录，而且在TV版第一次播出后的十年内都保持稳定的销售额。事实上，该系列的家庭视频版本不断超过售出的50,000份，峰值几乎达到了75,000份是迄今为止最畅销动画的两倍或三倍。随着《EVA》的出现，Gainax工作室开始以前所未有的方式销售游戏和软件，Bandai最初也不愿意销售机甲模型，但之后以极快的速度生产产品。这部动漫以数十亿日圓的价格对日本经济产生了影响，也对DVD的传播产生了决定性影响，后者继续取代镭射影碟。事实上，该系列开播所创造的新商业策略，随后是所有其他制作人所遵循的：不再以电视播放连续动画为最终目标，而是着眼于促进家庭视频销售。
1998年，《EVA》在日本的家庭视频市场仅收入8亿美元，而周边商品收入为4亿美元，根据2007年的估计，与其特许经营相关的产品销售收入达到了1500亿日圓。
作为十周年纪念企划，2005年开始发售由吉崎觀音担任设计将使徒萌擬人化的系列公仔——使徒XX。该系列已经在日本市场上立足，为成年消费者开发了多种多样的产品，如手机SH-06A NERV于2009年发布，也有在《福音戰士新劇場版：破》的剧中出现，限量3万台。其中先行預售的20000台，在開始預約之後，僅僅5個小時就售罄，之后决定追加生产7500台预售，合计3.75万台。2012年6月29日夏普公司发布的包含内建一款特殊的NERV-MAGI效果主题的SH-06D NERV智能手机。2015年又发布了20週年限定機SH-M02-EVA20。除了手機以外，也有商家發行笔记本电脑、各种原声碟、DVD、可动人偶以及电话卡等。
《EVA》这种风格化的机甲设计后来为其赢得了赞誉。最初，一些玩具公司批评这种设计太难制造，有些人担心《EVA》的模型“永远卖不出去”。最终，世嘉同意授权所有玩具和电子游戏的销售。在日本，电影《死亡新生》和《新世纪福音战士剧场版：Air/真心为你》上映期间，《EVA》周边商品的销售额估计超过3亿美元，在“Renewal”版发售期间，代理商又发布了多种商品，如CD、视频游戏、手绘艺术插图和收藏模型等。

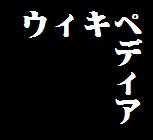
EVA风格标语
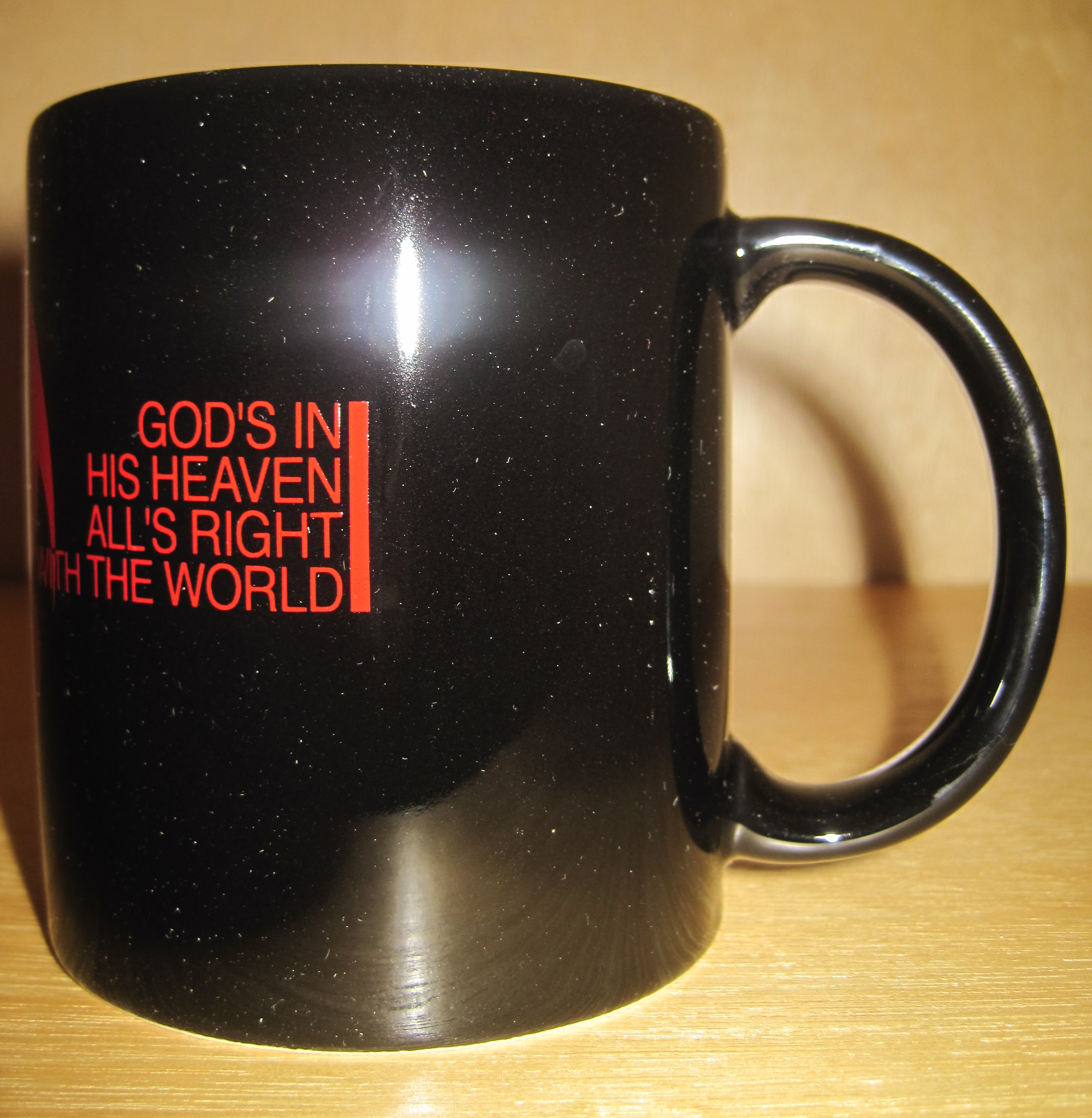
有NERV用語的馬克杯
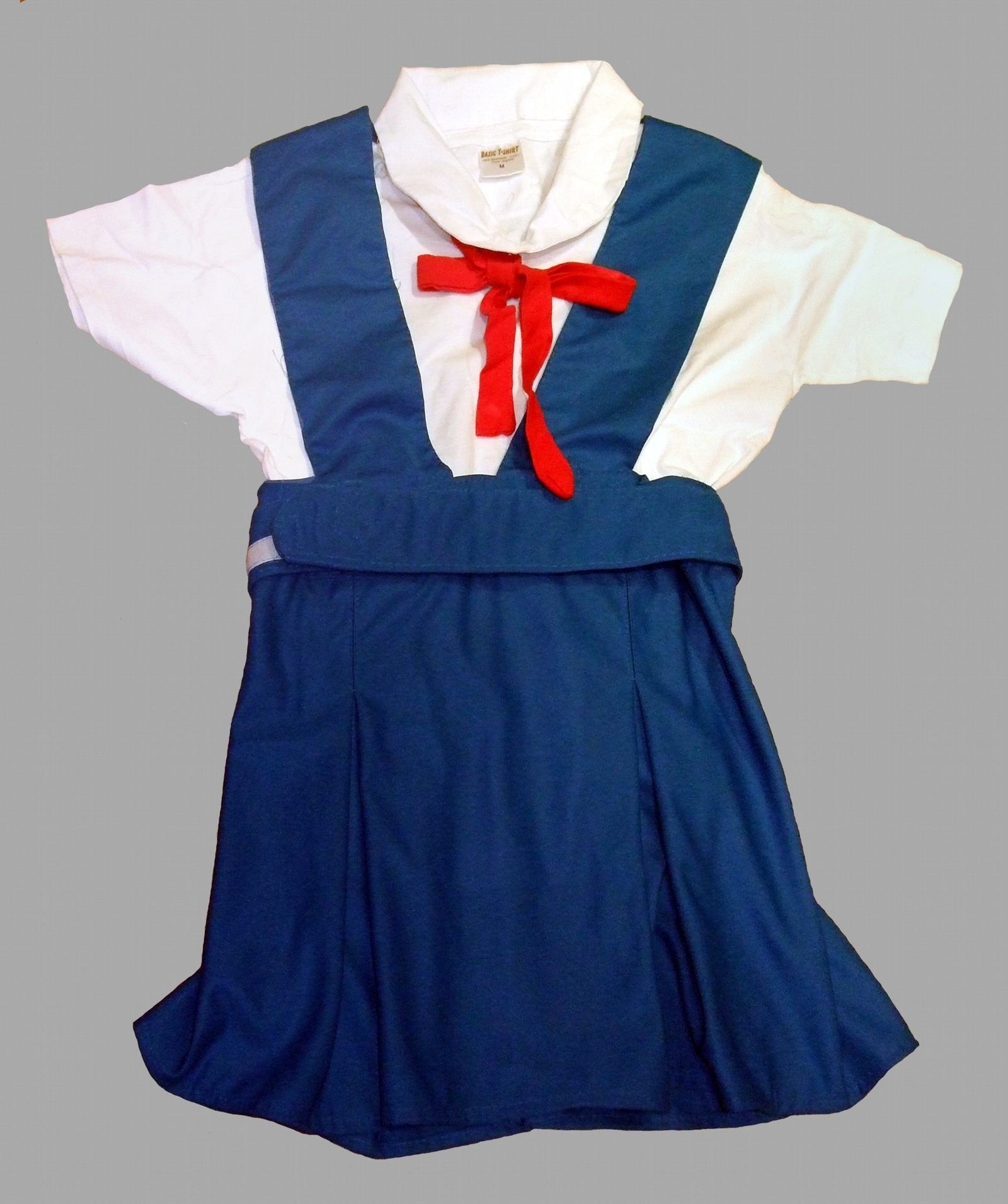
綾波和明日香的校服
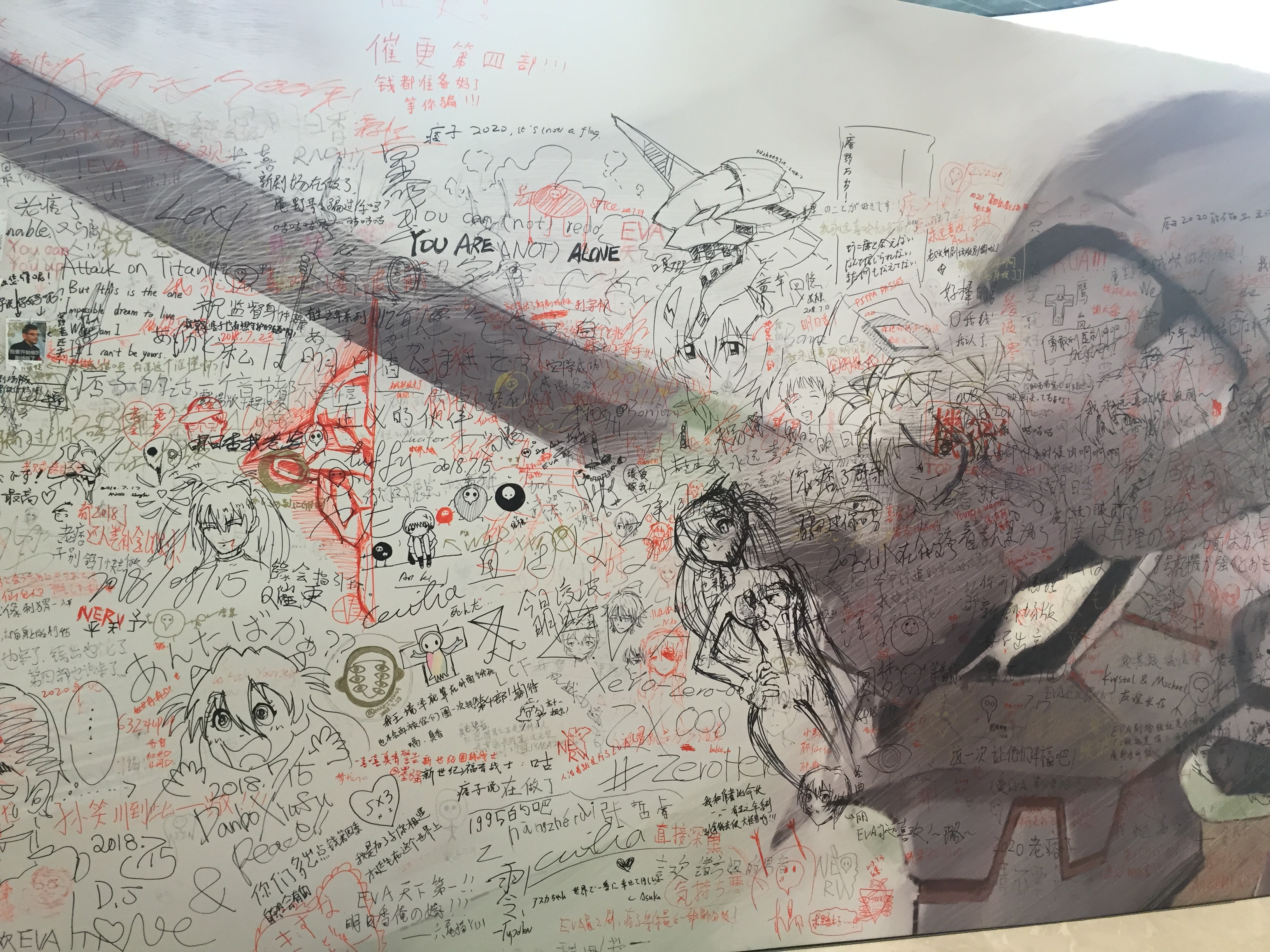
2018年上海EVA EXPO 3.0展会入口处的爱好者留言板

## 脚注

#### 期刊
- 翟颖. . 日语知识 (辽宁省大连市: 大连外国语学院). 2002, (05): 23  [2014-10-04]. ISSN 1002-5243. doi:10.16838/j.cnki.21-1587/h.2002.05.014. （原始内容存档于2020-04-16） （中文（中国大陆））.
- Napier, Susan Jolliffe. . Science Fiction Studies (Greencastle: SF-TH Inc.). 2002-11, 29 (3): 418－435  [2016-10-01]. ISSN 0091-7729. （原始内容存档于2016-03-04） （英语）.
- Thouny, Christophe. . Mechademia (Project Muse). 2009, 4: 111－129  [2013-09-10]. ISSN 1934-2489. doi:10.1353/mec.0.0066. （原始内容存档于2019-02-13） （英语）.

#### 书籍
- Sadamoto, Yoshiyuki. Viz Media , 编.  1. San Francisco: VIZ Media LLC. 1998-12 [1995]. ISBN 1-56931-294-X. OCLC 867876892 （英语）.
- 贞本义行. . . 角川書店. 1999  [2019-03-30]. ISBN 4-04-853031-3. OCLC 54577597. （原始内容存档于2019-03-30） （日语）.
- 東浩紀. . 褚炫初 (譯). 大鴻藝術. 2012 [2001]. ISBN 978-986-86764-6-6. OCLC 847551101 （中文（臺灣））.
- 武田康广. . 东京: ワニブックス. 2002. ISBN 4847014073. OCLC 166676239 （日语）.
- . 东京: 日経BP社. 2013-09: 109. ISBN 9784822275761. OCLC 857806061 （日语）.
- Azuma Hiroki; Yuriko Furuhata; Marc Steinberg. . Frenchy Lunning  (编).  2. Minneapolis, Minn.: University of Minnesota Press. 2007. ISBN 978-0-8166-5266-2. OCLC 690376365 （英语）.
- Kazuhisa Fujie; Cocoro Books; Martin Foster. . Tokyo: DH Publishing. 2004. ISBN 0-9745961-4-0. OCLC 56326204 （英语）.
- Clements, Jonathan; McCarthy, Helen.  Rev. & expanded. 加利福尼亞州伯克利: Stone Bridge Press（英语：Stone Bridge Press）. 2006. ISBN 1-933330-10-4. OCLC 71237342 （英语）.
- Clements, Jonathan, 1971-. . London: Palgrave Macmillan. 2013. ISBN 1844573907. OCLC 856738715 （英语）.
- Clements, Jonathan; Tamamuro, Motoko. . 加利福尼亞州伯克利: Stone Bridge Press（英语：Stone Bridge Press）. 2003. ISBN 978-1-880656-81-5. OCLC 52860083 （英语）.
- Clements, Jonathan. . A-Net Digital LLC. 2010-11-05. ISBN 978-0-9845937-4-3. OCLC 232129628 （英语）.
- Fontana, Andrea; Tarò, Davide. . Split Screen. Piombino: Edizioni Il Foglio. 2007. ISBN 978-88-7606-160-8. OCLC 872948180 （意大利语）.
- Fontana, Andrea; Donati, R. . Milano: Bietti. 2013. ISBN 9788882482824. OCLC 841762431 （意大利语）.
- Cavallaro, Dani, 1962-. . Jefferson, N.C.: McFarland. 2007. ISBN 9780786432349. OCLC 144547871 （英语）.
- Cavallaro, Dani, 1962-. . Jefferson, N.C.: McFarland & Co. 2009. ISBN 9780786433766. OCLC 226166660 （英语）.
- Camp, Brian; Davis, Julie. . Berkeley, Calif.: Stone Bridge Press. 2007. ISBN 9781933330228. OCLC 124985401 （英语）.
- Haslem, Wendy; Ndalianis, Angela; Mackie, Christopher J., 1954-. . Washington, DC: New Academia Pub. 2007. ISBN 0977790843. OCLC 123026083 （英语）.
- Macwilliams, Mark Wheeler, 1952-. . Armonk, N.Y.: M.E. Sharpe. 2008. ISBN 9780765622358. OCLC 503447257 （英语）.
- 大泉実成 (编).  [Anno Hideaki Sukidzo Evangerion]. 东京: 太田出版. 1997-03-17. ISBN 4-87233-315-2. OCLC 46717139 （日语）.
- 竹熊健太郎 (编).  [Anno Hideaki Parano Evangerion]. 东京: 太田出版. 1997-03. ISBN 4-87233-316-0. OCLC 71809315 （日语）.
- Christopher Bolton; István Csicsery-Rónay (Jr.); Takayuki Tatsumi. . Minneapolis: University of Minnesota Press. 2007. ISBN 0-8166-4974-X. OCLC 913214047 （英语）.
- Napier, Susan Jolliffe. . New York: Palgrave MacMillan. 2001  [2010-10-07]. ISBN 0-312-23863-0. OCLC 987007475. （原始内容存档于2019-03-29） （英语）.
- Napier, Susan Jolliffe. . Sean Redmond  (编). . 伦敦: Wallflower Press. 2004: 205–216. ISBN 1-903364-87-6. OCLC 876042630. （原始内容存档于2019-05-07） （英语）.
- Napier, Susan Jolliffe.  Updated ed., [rev. ed.] New York: Palgrave Macmillan. 2005. ISBN 1403970513. OCLC 61687965 （英语）.
- Ledoux, Trish; Ranney, Doug; Patten, Fred.  2nd. Panama City: Tiger Mountain Press. 1997. ISBN 0-9649542-5-7. OCLC 36826455 （英语）.
- Ledoux, Trish. . 加利福尼亞州旧金山: Cadence Books. 1997. ISBN 978-1-56931-220-9. OCLC 38160911 （英语）.
- Murakami, Takashi, 1962-.  (Hardcover). New York: Japan Society. 2005. ISBN 0300102852. OCLC 58998868 （英语）.
- Sony Magazines. . Volumi 1 - 30. Tokyo: De Agostini Japan. 2006. （原始内容存档于2007-11-12） （日语）.
- Sony Magazines Deluxe. . ウィーヴ. 2007-11. ISBN 978-4789770194 （日语）.
- Hayashi, M. Kirie. . Udon Entertainment. 2016-02-26. ISBN 9781926778587. OCLC 951829563 （美国英语）.
- June（英语：June (manga magazine)） (编). . 东京: マガジン・マガジン. 1997-08: 233  [2019-03-30]. ISBN 4-906011-25-X. OCLC 834723387. （原始内容存档于2019-03-30） （日语）.
- Azuma, Hiroki, 1971-; Kono, Shion, 1972-.  [English edition]. Minneapolis: University of Minnesota Press. 2009. ISBN 9780816668007. OCLC 527737445 （英语）.
- Timothy N. Hornyak. . Kodansha International. 2006  [2019-03-29]. ISBN 978-4-7700-3012-2. OCLC 909721495. （原始内容存档于2019-03-29） （英语）.
- Fausto Colombo. . Hoepli Editore. 2005. ISBN 978-88-203-3359-1. OCLC 469525596 （意大利语）.
- Luca Vanzella. . Tunué. 2005. ISBN 978-88-89613-04-7. OCLC 238737938. （原始内容存档于2019-06-03） （意大利语）.
- Martin Heusser. . Rodopi. 2005. ISBN 978-90-420-1837-2. OCLC 493668561 （英语）.
- Lunning, Frenchy.  1. Minneapolis: University of Minnesota Press. 2006. ISBN 978-0-8166-4945-7. OCLC 1056807303 （英语）.
- Lunning, Frenchy. . Minneapolis: University of Minnesota Press. 2010. ISBN 978-0-8166-7387-2. OCLC 760881466 （英语）.
- Roland Kelts. . Palgrave Macmillan. 2006. ISBN 978-0-230-60203-8. OCLC 221177768 （英语）.
- Lyden, John. . Taylor & Francis. 2009. ISBN 978-0-415-44853-6. OCLC 768530832 （英语）.
- Steven T. Brown. . Palgrave Macmillan. 2006. ISBN 1-4039-7060-2. OCLC 421364062 （英语）.
- Takeda, Yasuhiro. . Houston, Tex.: ADV Manga. 2002: 190. ISBN 1-4139-0234-0. OCLC 57693205 （英语）.
- Takeda, Yasuhiro. . London: ADV Manga. 2005-05-24  [2019-06-19]. ISBN 9781413902341. OCLC 57693205 （英语）.
- Telotte, J. P. . Lexington: University Press of Kentucky. 2008-05-02. ISBN 9780813138732. OCLC 1076751376. （原始内容存档于2019-03-31） （英语）.
- Antonia Levi; Mark McHarry; Dru Pagliassotti. . McFarland. 2010. ISBN 978-0-7864-4195-2. OCLC 649909697 （英语）.
- Saito, Tamak; Azuma, Hiroki. . Minneapolis: University of Minnesota Press. 2009. ISBN 9780816676576. OCLC 712015738 （英语）.
- GAINAX.  (平装). 新世紀福音戰士FILMBOOK 4. 艾澀（譯）. 台灣東販. 1997-08-30. ISBN 9789576435423 （中文（臺灣））.
- GAINAX.  (平装). 新世紀福音戰士FILMBOOK 5. 艾澀（譯）. 台灣東販. 1997-09-20. ISBN 9789576435591 （中文（臺灣））.
- . Vol.01-08. 普威爾國際. 2005. OCLC 858350357 （中文（臺灣））.
- 动画基地编辑部.  (平装). 学苑音像出版社. 2005. ISBN 9787880502084 （中文（中国大陆））.
- 动画基地编辑部. . 吉林音像出版社. 2007. ISBN 9787888336896 （中文（中国大陆））.
- 动画基地编辑部.  (平装). 三辰影库音像出版社. 2008. ISBN 9787880741193 （中文（中国大陆））.
- 魏红光 编著. . . 名家彩图鉴赏 第1版. 通辽市: 内蒙古少年儿童出版社. 2001-08: 18–25. ISBN 9787531214151. OCLC 668054663 （中文（中国大陆））.
- 新华通讯社. 译名室.  第1版. 北京: 中国对外翻译出版公司. 1993-10. ISBN 7500102216. OCLC 38728302 （中文（中国大陆））.
- 中国艺术研究院电影电视艺术研究所; 上海大学影视艺术技术学院. 丁亚平; 聂伟 , 编.  第1版. 北京: 中国电影出版社. 2015-06. ISBN 978-7-106-04165-6 （中文（中国大陆））.
- 中国动画学会; 北京大学文化产业研究院 (编).  第1版. 北京: 中国科学技术出版社. 2011-06. ISBN 978-7-5046-5848-7 （中文（中国大陆））.
- （西）圣地亚哥·贝鲁埃特. . 李晓伟. 北京: 北京联合出版公司. 2019-03 （中文（中国大陆））.
- Ishikawa, Satomi. . Bern: Peter Lang. 2007. ISBN 978-3-03910-874-9. OCLC 140103062 （英语）.
- Tavassi, Guido, 1969-.  1. Latina: Tunué. 2012. ISBN 9788897165514. OCLC 820121324 （意大利语）.
- Poitras, Gilles. . Berkeley, Calif.: Stone Bridge Press. 2001. ISBN 1880656531. OCLC 45633187 （英语）.
- LaMarre, Thomas, 1959-. . Minneapolis: University of Minnesota Press. 2009. ISBN 9780816670604. OCLC 503575450 （英语）.
- LaMarre, Thomas, 1959-; Ausstellung Mangamania - Comic-Kultur in Japan 1800 bis 2008 <2008 - 2009, Frankfurt, Main>; Museum für Angewandte Kunst <Frankfurt, Main>; Deutsches Filmmuseum <Frankfurt, Main>. . Martha-Christine Menzel  (编). . Berlin: Henschel. 2008. ISBN 9783894876074. OCLC 214413357 （德语）.
- Takako Aoyama; Tomoko Akashita. . 东京: DH Publishing. 2003. ISBN 978-0-9723124-4-8. OCLC 937233943 （英语）.
- Navone, Giacomo; Donno, Massimo De. .  . Sperling & Kupfer. 2012-03-01: 233. ISBN 978-88-200-5241-6. OCLC 955630290. （原始内容存档于2019-03-31） （意大利语）.
- T T. Fujitani. . 北卡羅來納州德罕: Duke University Press. 2001: 147. ISBN 978-0-8223-8105-1. OCLC 56924536 （英语）.
- [Shinseiki evangerion]. Newtype 100% Collection 29 初版. 东京: 角川書店. 1997-02-28. ISBN 4048527002. OCLC 47470730 （日语）.
- Thompson, Jason, 1974-. . New York: Ballantine Books/Del Rey. 2007. ISBN 0345485904. OCLC 85833345 （英语）.
- Miller, Gerald Alva Jr. . New York: Palgrave MacMillan. 2012. ISBN 9781137262851. OCLC 795759266 （英语）.
- 林崇德; 杨治良; 黃希庭.  [The comprehensive dictionary of psychology] 第1版. 上海: 上海教育出版社. 2004. ISBN 7-5320-9318-2. OCLC 55526822 （中文（中国大陆））.
- Alessandra Poggio; Cristian Giorgi. . Granarolo dell'Emilia: Dynit. 2008 （意大利语）.

## 延伸阅读
- 王琨. . 电影评介. 2008, (20): 51-53. ISSN 1002-6916. doi:10.3969/j.issn.1002-6916.2008.20.031. CNKI DYPJ200820033 （中文（中国大陆））.
- 穆弈君. . 艺术与设计(理论). 2012, (06)  [2014-10-04]. ISSN 1008-2832. doi:10.16824/j.cnki.issn10082832.2012.06.028 –CNKI.
- 梁健虹. . 中国儿童文化. 2004  [2014-10-04] –CNKI.
- 孙华. .   [2019-05-29]. doi:10.7666/d.y1372641. （原始内容存档于2019-05-29） （中文（中国大陆））.
- 陈强; 腾莺莺. . 现代传播(中国传媒大学学报) (北京市: 中国传媒大学). 2006, (04). ISSN 1007-8770. doi:10.3969/j.issn.1007-8770.2006.04.025 （中文（中国大陆））.
- 沁白. . 少年人生 (贵州省贵阳市: 贵州人民出版社). 2005, (07)  [2014-10-04]. ISSN 1003-6571 （中文（中国大陆））.
- 高学也.  (硕士论文). 东北师范大学. 2013  [2014-10-04].
- Gainax. Newtype , 编. . 东京: 角川書店. 1997-12. ISBN 4048528688. OCLC 170165346 （日语）.
- 小谷真理. . 东京: Magazine House. 1997-07. ISBN 483870917X. OCLC 46717157 （日语）.
- Lippit, Seiji M. . 纽约: Columbia University Press. 2002. ISBN 9780231125314. OCLC 48098399 （英语）.
- 山下いくと; きお誠児. . 角川書店ニュータイプ. 1998-03-25. ISBN 4048529080. OCLC 674548736 （日语）.
- 森川嘉一郎 (编).  [Evangelion style]. 东京: 第三書館. 1997-05. ISBN 4807497189. OCLC 57458815 （日语）.
- 五十嵐太郎 (编).  [Neon genensis Evangelion pleasure principle] Shohan. 东京: 第三書館. 1997-07. ISBN 480749726X. OCLC 54025502 （日语）.
- 大瀧啓裕. . 東京創元社. 2000-08-10. ISBN 9784488023607. OCLC 674961776 （日语）.
- 特務機関調査プロジェクトチーム. . 12. 青春出版社. 2009-06. ISBN 9784413094382. OCLC 673979242 （日语）.
- 特務機関調查プロジェクトチーム.  [Shinseiki evuangerion kanzen hokan monjo]. 东京: 日本文芸社. 2009-06. ISBN 9784537256871. OCLC 673913917 （日语）.
- 人類補完計畫監視委員會; 廖婉伶(譯). . 大風文化. 2016-02. ISBN 978-9869262583. OCLC 986502822 （中文（臺灣））.
- . 每日新聞. 2006-05-05 （英语）.
- . 每日新聞. 2006-05-07 （英语）.
- . Mainichi Daily News. （原始内容存档于2007-07-06）.
- Gualtiero Cannarsi（意大利语：Gualtiero Cannarsi）. . Volumi 0:1 - 0:6. Granarolo dell'Emilia: Dynamic Italia. 1997-09.
- . Koganei: Gainax. 1997 （日语）.
- Gainax. . Tokyo: 角川书店月刊Newtype. 1997. ISBN 4-04-852868-8. OCLC 170165346 （日语）.
- Roberta Ponticiello; Susanna Scrivo. . Latina: Tunué. 2005. ISBN 88-89613-08-4. OCLC 61108072 （意大利语）.
- Steven T. Brown. . Basingstoke: Palgrave Macmillan. 2006. ISBN 1-4039-7060-2. OCLC 61694887 （英语）.

- Brenner, Robin E., 1977-. . Westport, Conn.: Libraries Unlimited. 2007. ISBN 9780313094484. OCLC 230776264 （英语）.
- GAINAX.  (平装). 新世紀福音戰士FILMBOOK 6. 艾澀（譯）. 台灣東販. 1997-10-01. ISBN 9789576435799 （中文（臺灣））.
- Jason Thompson. . New York: Del Rey. 2007. ISBN 0-345-48590-4. OCLC 85833345 （英语）.
- Ortega, Mariana. . Mechademia. 2010, 2: 216–232. ISBN 978-0-8166-5266-2. ISSN 1934-2489. doi:10.1353/mec.0.0010 （英语）.
- . 別冊宝島 330. 東京: 宝島社. 1997. ISBN 9784796693301. OCLC 51948204 （日语）.
- Ortega, Mariana. . Mechademia. 2007, 2: 216–232. ISSN 2152-6648. doi:10.1353/mec.0.0010 （英语）.
- Kio Seiji, Ikuto Yamashita. . Tokyo: Kadokawa Shoten. 1998. ISBN 4-04-852908-0. OCLC 674548736 （日语）.
- Arianna Mognato. . Milano: Yamato Video. 1999.
- Kei Watanabe. . Mainichi Daily News. 2006-05-07  [2019-07-27]. （原始内容存档于2006-08-31） （英语）.
- .   [2019-07-27]. （原始内容存档于2016-03-05） （意大利语）.
- Kenneth Lee. . Anime News Network. 1998-09-09  [2019-07-26]. （原始内容存档于2012-07-20） （英语）.
- Mike Crandol. . Anime News Network. 2002-06-11  [2019-07-26]. （原始内容存档于2012-07-17） （英语）.
- （日語） Endo, Toru. "Konna kitanai kirei na hi ni wa" ("On a day so beautiful and so ugly"). Poppu karuchaa kuritiiku (Pop Culture Critique), volume 0. 1997.

### 官方网站
- Neon Genesis Evangelion—Gainax official Evangelion page（日語）
- Madman Entertainment Evangelion page（英文）
- 新世紀エヴァンゲリオン（页面存档备份，存于）—King Records Evangelion page（日語）

### 資料連結
- 互联网电影数据库（IMDb）上《Neon Genesis Evangelion》的资料（英文）
- Neon Genesis Evangelion（動畫）在動畫新聞網百科全書中的資料（英文）
- 中的“Neon Genesis Evangelion”
- Neon Genesis Evangelion (TV-Serie) 在Online-Filmdatenbank

1. ↑  原文为：“It's strange that Evangelion has become such a hit — all the characters are so sick!”[25]
2. ↑  原文为：“Evangelion is my life and I have put everything I know into this work. This is my entire life. My life itself”[70]
3. ↑  原文为：“[31]
4. ↑  原文为：“This show really is interesting, isn't it? I never realized how interesting it was”[161]
5. ↑  原文为：“Evangelion is like a puzzle, you know. Any person can see it and give his/her own answer. In other words, we're offering viewers to think by themselves, so that each person can imagine his/her own world”[70][202]
 日语：[141]
6. ↑  原文为：Even fans of the sci-fi genre who avoid anime altogether have likely heard of Cowboy Bebop and Ghost in the Shell, which were each landmarks of both style and substance. But arguably the greatest and certainly most thematically dense of the three 90's sci-fi anime masterpieces is Neon Genesis Evangelion. It has one of the most enduring worldwide cult franchises and passionate fanbases in all of geekdom ... the most celebrated cast in anime ... [and] poster boy/protagonist Shinji is one of the most nuanced, popular, and relatable characters in anime history.[371]
7. ↑  原文为： In Japan, Evangelion is an enormous content and merchandise industry with hundreds of millions of dollars in revenue. Images of its biomechanical Eva robots are on everything from coffee mugs to smartphones and even airplane wraps.[458]

1. ↑  译名参考自《EVA究极解析第二辑》[114]。
2. ↑  译名参考自《EVA究极解析第二辑》[115]。
3. ↑  译名参考自新浪网[118]，另有来源译为《仙女座菌株》[119]或者《天外来菌》[120]。
4. ↑  译名参考自《銀翼殺手: 【經典重譯本．吳明益專文導讀】》[121]。
5. ↑  译名参考自《EVA究极解析第二辑》[115]。
6. ↑  译名参考自1905电影网[124]，另有来源译为《魔鬼搭车人》[125]或者《幽灵终结者》[126]。
7. ↑  译名参考自南京艺术学院学报（美术与设计版）[144]
8. ↑  译名参考自《宫崎骏动画作品总的女性形象研究》[173]
9. ↑  译名参考自爱思想。[198]
10. ↑  译名参考自搜狐网。[229]
11. ↑  译名参考自《世界人名翻译大辞典》。[346]
12. ↑  译名参考自《世界人名翻译大辞典》。[347]
13. ↑  译名参考自《世界人名翻译大辞典》。[348]
14. ↑  译名参考自爱思想[154]。
15. ↑  译名参考自爱思想[396]。
16. ↑  译名参考自《世界人名翻译大辞典》。[399]
17. ↑  译名参考自《世界人名翻译大辞典》。[402]
18. ↑  译名参考自《世界人名翻译大辞典》。[404]
19. ↑  译名参考自《世界人名翻译大辞典》。[405]
20. ↑  译名参考自《世界人名翻译大辞典》。[407]
21. ↑  译名参考自《世界人名翻译大辞典》。[409]
22. ↑  译名参考自《参考消息》[457]。
23. ↑  译名参考自《世界人名翻译大辞典》。[550]
24. ↑  译名参考自《世界人名翻译大辞典》。[552]